# Tercio
Un tercio era una unidad militar de infantería del Ejército español durante la época de la casa de Austria, compuesta de un número variable de compañías, con un militar con título de maestre de campo al mando, y unos capitanes comandando cada compañía. 
El tercio estaba integrado por soldados voluntarios con oficiales nombrados por el rey, a diferencia de los regimientos, cuyos capitanes eran nombrados por el coronel, que ostentaba el mando del regimiento. En principio, y durante la mayor parte del siglo XVI, solo la infantería española se organizó en tercios, pero a finales del reinado de Felipe II comenzaron a formarse tercios de soldados italianos, valones, y borgoñones, súbditos de los reyes de España.
Dado que los reyes de España intentaron mantener parte de los tercios después de acabada cada campaña, contra lo que venía siendo lo habitual en la mayoría de ejércitos de la época, estas unidades pudieron alcanzar un grado de cohesión y eficiencia tales, que, sumados a la veteranía de buena parte de sus tropas —los llamados «soldados viejos»— hizo que fuesen considerados la espina dorsal de los distintos ejércitos reales.
Esta continuidad hace que puedan ser consideradas las primeras estructuras de un ejército moderno permanente, en contraposición a los ejércitos compuestos íntegramente por levas reclutadas para las campañas y mercenarios contratados.
A partir de 1920 también reciben ese nombre las formaciones de tamaño regimental de la Legión Española, unidad profesional creada para combatir en las guerras coloniales del norte de África, y que se inspiraba en las gestas militares de los tercios históricos. La Legión Española también guarda ciertos parecidos con la Legión Extranjera del ejército francés.

## El origen de los tercios. La infantería de ordenanza de los Reyes Católicos

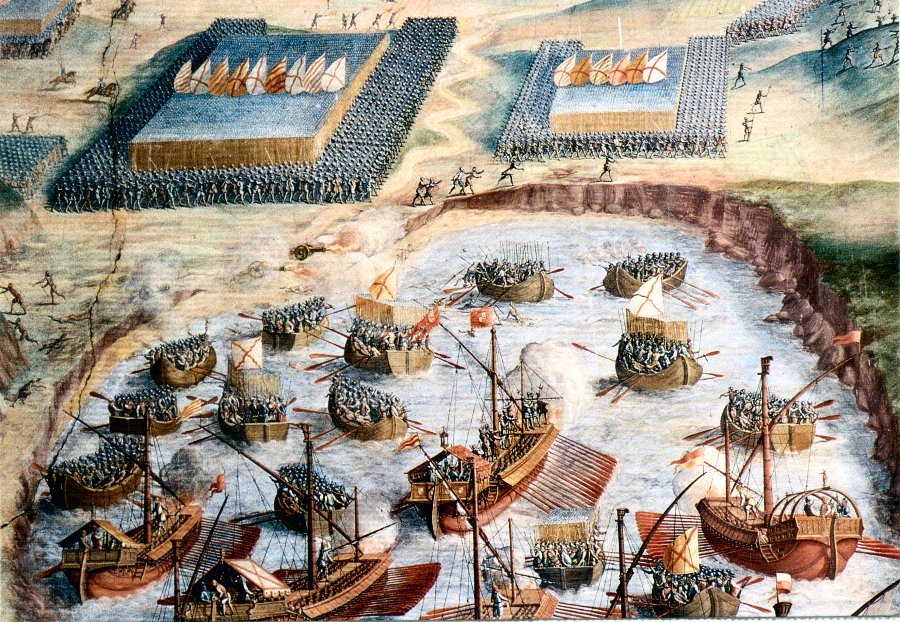
Desembarco de tercios españoles en la batalla de la isla Terceira, en las islas Azores, fresco de Niccolò Granello en la Sala de las batallas del monasterio de El Escorial.

### El gran capitán en las guerras de Nápoles [1495-1504]
Entre octubre de 1495 y febrero de 1496 se promulgaron tres ordenanzas que sentaron las bases de una futura infantería organizada, pero aún faltaba la experiencia en la segunda guerra de Nápoles para que se adoptase el modelo suizo.

#### Primera guerra de Nápoles
En 1495, las tropas al mando del gran capitán son derrotadas en la batalla de Seminara. Dicha derrota propició que realizara modificaciones tácticas, adoptando modos de combate aprendidos en la guerra de Granada, esquivando el choque y empleando golpes de mano, evitando combatir en batalla campal con los piqueros suizos y los ballesteros gascones del ejército francés. En 1496 las tropas españolas del gran capitán, junto a Liga de Venecia, participan en el asedio de Atella forzando que el virrey francés capitulase en Atella el 27 de julio de 1496.

#### Segunda guerra de Nápoles [1501-1504]
En 1500 se organiza un cuerpo expedicionario para la toma de Cefalonia. Realizado el asedio, dicho cuerpo va a Nápoles, donde dará comienzo a la guerra con Francia por el dominio del reino, o segunda guerra de Nápoles. El ejército, liderado de nuevo por el gran capitán, estaba integrado por unos 3.600 hombres de infantería en 31 capitanías, además de caballería. Los peones, o soldados a pie, tenían tres especialidades u oficios: lanceros, ballesteros y espingarderos, siendo los disparos de los espingarderos en la batalla de Ceriñola, que van a causar enormes bajas en la caballería francesa, el exponente del uso de las armas de fuego que va a caracterizar a los futuros tercios.
La guerra va a resultar exitosa. Aún así, se va a considerar necesario mejorar el sistema copiando algunos elementos usados por lansquenetes alemanes y suizos: los lanceros pasarían a ser piqueros armados con «armaduras a la suiza», unas armas defensivas precursoras del coselete. Las carencias de los lanceros se evidencian en el hecho de que en abril de 1503 se van a incorporar al ejército español en Nápoles 2.500 lansquenetes alemanes, formando los alemanes en el centro del ejército español.

### El modelo suizo como base de la infantería de ordenanza de los Reyes Católicos (1503)
La estructura militar española, innovada por los Reyes Católicos en la conquista de Granada y por el gran capitán en sus campañas en Italia, estuvo fuertemente influenciada por el llamado «modelo suizo». Los triunfos de la infantería suiza frente a la caballería pesada de Borgoña en una serie de batallas campales revolucionaron los métodos de guerra medievales. La infantería conseguía vencer a la caballería, reina indiscutible de la guerra medieval. En España se adoptó el modelo suizo, por el cual unos cuadros de piqueros bien formados resistían, e incluso derrotaban a la caballería que les atacara. 
La eficacia del combate de la infantería de ordenanza de los Reyes Católicos estuvo basada en un sistema de armamento que unía el arma blanca (la pica o lanza larga) con el potencial del arma de fuego —en principio, la espingarda— para pasar luego a la escopeta. 
La superioridad de la infantería liderada por el gran capitán sobre el modelo del cuadro compacto suizo residía en su mayor movilidad, y uso más efectivo de las armas de fuego.
En 1503, la Gran Ordenanza reflejó la adopción de la pica larga, siguiendo con la distribución de peones en oficios especializados: ballesteros, espingarderos, y, en sustitución de los lanceros, piqueros.

### La infantería de ordenanza en la conquista de Orán (1509)
En la jornada de Orán de 1509, las capitanías van a ser por primera vez agrupadas en unidades mayores, denominadas coronelías. En dicha campaña, la infantería se va a organizar en siete coronelías integradas por un número variable de capitanías —entre cinco y dieciséis— un número variable de soldados por capitanía —entre cien y trescientos— y, por ende, un número de soldados diferente en cada una de las dichas coronelías —entre mil y dos mil setecientos aproximadamente—.
Este tipo de unidades que agrupan a varias compañías de infantería mandadas por un superior, en este caso, un coronel, van a ser modelo para los futuros tercios gobernados por maestres de campo.

## La antesala de los tercios. Las guerras de Italia en la década de 1520

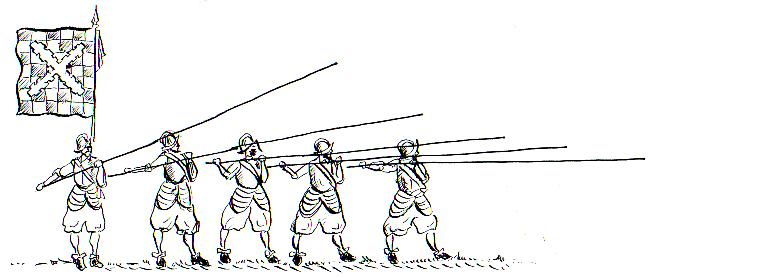
Formación de picas de los tercios

Entre 1521 y 1530, se van a producir en Italia una serie de guerras con la corona francesa como antagonista, en las cuales, la infantería española del ejército de Italia va a desarrollar unos cambios organizativos, tácticos y armamentísticos, que van a ser la base para la creación de los tercios, tras la ordenanza de Génova de noviembre de 1536.      

### Escopeteros en las batallas de Bicoca y del Sesia
En la batalla de Bicoca, en 1522, estando parapetado tras un foso el ejército imperial, los escopeteros españoles van a derrotar con facilidad a los escuadrones de piqueros suizos que avanzan a su encuentro. En esta ocasión, se va a demostrar la capacidad del fuego sostenido, pero se va a considerar que la existencia del foso o trinchera fue crucial para el desarrollo de la batalla.
Dos años después, en la batalla del Sesia, las tropas españolas bajo el mando de Carlos de Lannoy derrotan al Reino de Francia, en el cruce el río Sesia, las tropas imperiales persiguiendo a las tropas francesas, hiriendo de gravedad al almirante Bonnivet y matando a Pierre Terraill de Bayard. En dicha batalla, se va a evidenciar de nuevo la ventaja que daba a los españoles el uso de armas de fuego como eran las escopetas, esta vez, en una situación dinámica, en la que se intercepta al ejército francés en retirada.
El ejército imperial en Italia del cual las compañías de infantería española forman el núcleo, participa en el sitio de Marsella, pero debieron retirarse ante la férrea defensa francesa y la aparición de refuerzos de estos últimos.  

### Escopeteros y arcabuceros en la batalla de Pavía
La infantería española alcanza uno de los puntos más álgidos en la batalla de Pavía, derrotando al ejército francés capitaneado por el rey Francisco I. Amén de las consecuencias histórico-políticas de la captura del rey de Francia, y de la captura o muerte de muchos nobles franceses, se va a demostrar la capacidad ofensiva de las bocas de fuego españolas, organizadas en escopeteros y arcabuceros, que van a atacar a los hombres de armas franceses, caballería que era considerada como la mejor de Europa. Además, va a quedar patente la potencia del arcabuz, arma de fuego similar a la escopeta, pero de mayor calibre que ésta. Los mil quinientos escopeteros y los mil arcabuceros españoles en la batalla de Pavía, unos 2 500 hombres armados con armas de fuego de un total de 7 500 soldados de infantería española van a evidenciar que era posible derrotar a la caballería, no solamente de modo estático, como los cuadros de picas, resistiendo a su carga, sino en un modo dinámico, disparando contra ellos. La adopción del arcabuz va a ser el cambio técnico principal que dará lugar a más cambios de orden táctico y organizativo en la infantería.

### La importancia de las armas de fuego tras Pavía
En mayo de 1527 las tropas imperiales participan en el saco de Roma, papa, Clemente VII. En 1528 fue necesario resistir a los franceses durante el asedio de Nápoles, bajo la dirección de Hugo de Moncada, consiguiendo levantarse el sitio por una plaga que asoló al campo francés. En otoño de 1529, unos setecientos arcabuceros españoles ayudan en la defensa de Viena frente a los turcos.  
En 1529, Carlos V acude a Italia con un total de 8.270 hombres en veintidós compañías, en las cuales los arcabuceros van a superar a los escopeteros en una relación de 2:1. En ese mismo año tiene lugar el sitio de Florencia, restaurando el gobierno ducal. La infantería española va a demostrar, en presencia del emperador Carlos, su potencial como base del ejército instrumento clave en sus políticas dinásticas. 
Durante esta década se van a dar pasos clave para la constitución del tercio: se va a crear la figura del maestre de campo, y se va adoptar el arcabuz como arma básica ofensiva de la infantería. Aunque en esta época aún no había tercios, las diferencias en cuanto organización, táctica y armamento con los tercios que van a existir a partir de 1536, van a ser mínimos. Es por ello que varios autores ven a esta década, y no los tiempos del gran capitán, como los de la verdadera génesis de los tercios.

## Las ordenanzas militares como punto de creación de los tercios
Aunque fueron oficialmente creados por Carlos I de España (los denominados Tercios Viejos) tras la reforma del ejército por un decreto dirigido al Virrey de Nápoles de 23 de octubre de 1534 y la ordenanza de Génova de 15 de noviembre de 1536, donde se emplea por primera vez la palabra tercio, como guarnición de las posesiones españolas en Italia y para operaciones expedicionarias en el Mediterráneo, sus orígenes se remontan a las tropas de Gonzalo Fernández de Córdoba en Italia, organizadas en coronelías que agrupaban a las capitanías. Con estas tropas españolas asentadas en Italia, Carlos I en sus ordenanzas de 1534 y 1536 organizaba su ejército en tres tercios: uno en el reino de Sicilia, otro en el ducado de Milán (o reino de Lombardía) y otro en el reino de Nápoles. En realidad, se comenzaron a gestar en la península. Durante el reinado de los Reyes Católicos y a consecuencia de la guerra de Granada, se adoptó el modelo de los piqueros suizos, poco después se repartían las tropas en tres clases: piqueros, escudados (espadachines) y ballesteros mezclados con las primeras armas de fuego portátiles (espingarderos y escopeteros). No tardaron mucho en desaparecer los escudados y pasar los hombres con armas de fuego de ser un complemento de las ballestas a sustituirlas por completo. Las victorias españolas en Italia frente a los poderosos ejércitos franceses tuvieron lugar cuando todavía no se había completado el proceso.
Los tres primeros tercios, creados a partir de las tropas estacionadas en Italia, fueron el Tercio Viejo de Sicilia, el Tercio Viejo de Nápoles y el Tercio Viejo de Lombardía. Poco después se crearon el Tercio Viejo de Cerdeña y el Tercio de Galeras (que fue la primera unidad de infantería de marina de la Historia). Todos los tercios posteriores se conocerían como Tercios nuevos. A diferencia del sistema de levas o mercenarios, reclutados para una guerra en particular, típica de la Edad Media, los tercios se formaron con soldados profesionales y voluntarios que estaban en filas de forma permanente, aunque en un principio cada localidad debía prestar uno de cada doce hombres para los servicios del rey si este los necesitaba para la guerra. Sin embargo, nunca faltaron voluntarios.

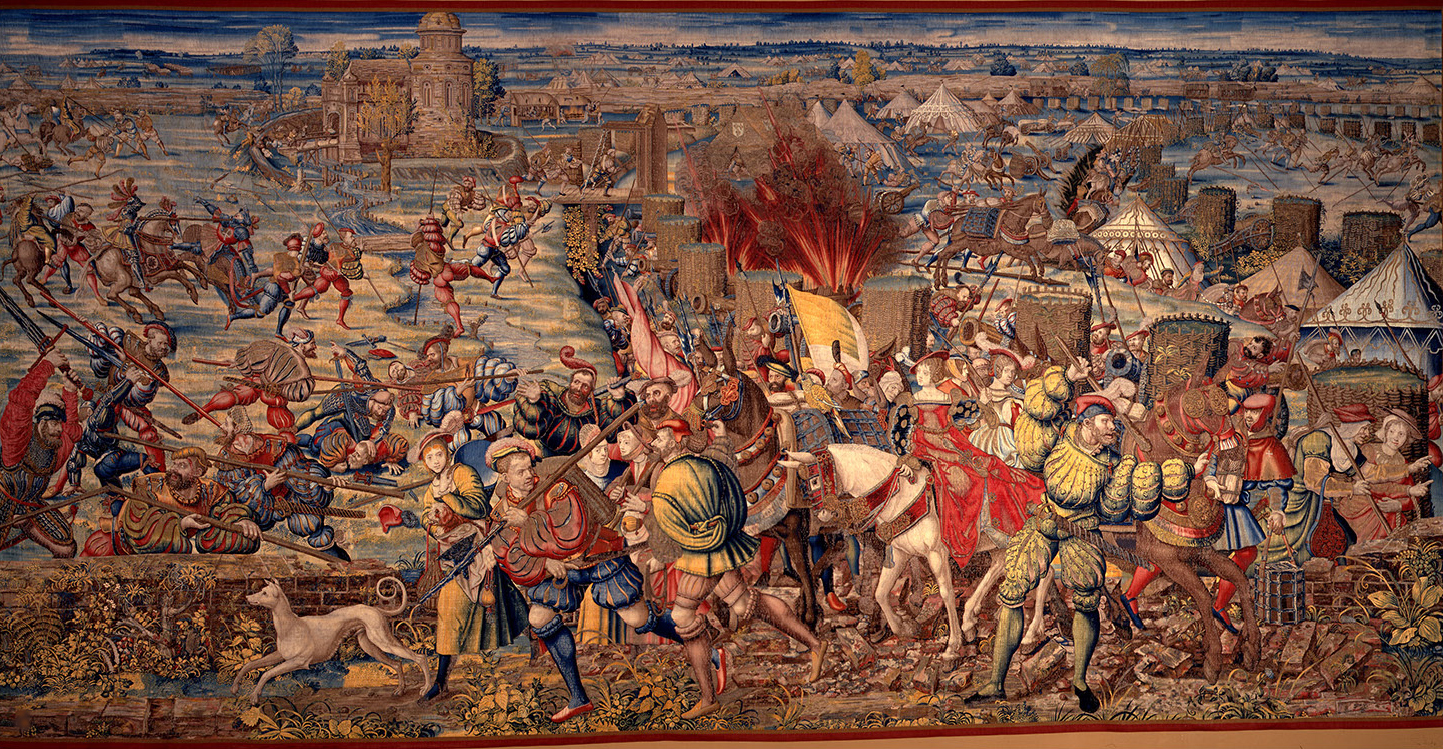
La batalla de Pavía (1525), en la que los españoles vencieron a los franceses.

El tercio en un principio no era, pues, propiamente hablando, una unidad de combate, sino de carácter administrativo, un Estado Mayor que tenía bajo su mando una serie de compañías que se hallaban de guarnición dispersas por diversas plazas de Italia o que podían combatir en frentes muy distantes unos de otros. Este carácter peculiar se mantuvo cuando se movilizaron para combatir en Flandes. El mando del tercio y el de las compañías era directamente otorgado por el rey, por lo que las compañías se podían agregar o desvincular del mando del tercio según conviniera. De este modo, el tercio mantuvo su carácter de unidad administrativa, más parecida a una brigada del siglo XVIII que a un regimiento de la época, hasta mediados del siglo XVII, cuando los tercios empezaron a ser levantados por nobles a su costa, quienes nombraban a los capitanes y eran efectivos propietarios de las unidades, como sucedía en el resto de los ejércitos europeos.

## Nomenclatura

### Nombres de los tercios
Los tercios se conocían por la provincia o territorio donde servían (tercios de Lombardía, Sicilia, Nápoles, Cerdeña, Saboya, Flandes), donde habían sido reclutados (tercios de Málaga, Granada) o en que campaña habían servido (tercios de la Liga, Florencia, Hungría, Castilnovo, Bretaña) aunque dicha campaña hubiera terminado hacía años. 
Alternativamente, se les denominaba por sus maestres de campo: el tercio de Miguel de Barahona, el tercio de Luis Pérez de Vargas, tercio de Diego de Castilla, etcétera.
También tenían apodos, como el tercio de los sacristanes, el de las nueve banderas, el de los almidonados, que a veces se usaban en documentos oficiales.

### Apelativo de "tercios viejos"
Cuando en 1567 se enviaron a los Países Bajos los cuatro tercios que estaban en Italia (Lombardía, Nápoles, Sicilia y Cerdeña) mantuvieron su denominación. El tercio de Cerdeña fue disuelto disciplinariamente en 1568. Se creó un nuevo tercio, llamado de Flandes. Posteriormente, para reforzar el ejército, llegaron tercios de Italia, de los mismos territorios. Para evitar confusión, a los tercios que llevaban más tiempos en los Países Bajos se les comenzó a llamar tercios viejos.
No hay constancia de que tal apelativo de "tercios viejos" se usara antes de la guerra de Flandes. Durante el reinado de Carlos V, existían los llamados tercios de infantería vieja, o tercios de soldados viejos; eran los soldados los "viejos" o veteranos; no el tercio. Un soldado viejo podía estar en una "bandera nueva", es decir, una compañía recién reclutada, sin historial militar.

### Origen del término "tercio"
El origen del término «tercio» resulta dudoso. Algunos piensan que se comenzó a usar porque, en su origen, cada tercio representaba una tercera parte del ejército de Italia, cuya infantería se repartía en tres partes: Lombardía, Nápoles y Sicilia. En la ordenanza de 1536, aparecen mencionados, de modo contable - se refiere a asuntos de índole económica -  el tercio de Nápoles y Sicilia, el de Lombardía, y el de Málaga. Cada uno de estos cuatro tercios tenía su propio maestre de campo, pero el de Málaga, a cargo del poeta Garcilaso de la Vega había sido reclutado ese mismo año y puesto en Niza, no había sido parte del ejército de Italia:

La infantería española del tercio de Nápoles y Sicilia, que reside en el dicho nuestro ejército, está pagada hasta en fin del mes de setiembre próximo pasado de este presente año, y la del tercio de Lombardía hasta mediado del mes de octubre de este dicho año, y los del tercio de Málaga que quedaron en Niza, y la compañía de Jaén que sirve en el dicho nuestro ejército, hasta los 25 del dicho mes de octubre.

Otros sostienen que el nombre venía dado a que en origen, la infantería de ordenanza incluía tres tipos de combatientes (lanceros o piqueros, escudados, y ballesteros y espingarderos). El testimonio es del cronista Jerónimo Zurita, que, aunque bien documentado en su trabajo, escribía muchas décadas después, y además, lo hacía sobre la infantería de ordenanza de los Reyes Católicos, muchos años antes de la formación de los tercios:

Repartiéronse los peones _que así se llamaban en este tiempo y aun mucho después_ en tres partes: el un tercio con lanzas como los alemanes las traían, que llamaron picas; y el otro tenía el nombre antiguo de escudados; y el tercero de ballesteros y espingarderos que se usaban entonces

También hay quienes consideran que el nombre proviene de los tres mil hombres, divididos en doce compañías, que constituían su primitiva dotación. Esta última explicación  la recoge el maestre de campo Sancho de Londoño en un tratado militar publicado en 1568:

«Los tercios, aunque fueron instituidos a imitación de las legiones (romanas), en pocas cosas se pueden comparar a ellas, que el número es la mitad, y aunque antiguamente eran tres mil soldados, por lo cual se llamaban tercios y no legiones, ya se dice así aunque no tengan más de mil hombres».

Muchos tratadistas militares de la segunda mitad del XVI, como Londoño, buscaron en la antigüedad clásica referentes, en este caso, las legiones. Algo que se hacía en el renacimiento en otros ámbitos, como en el artístico. También para algunos autores contemporáneos como Fernand Braudel, el tercio es considerado el renacimiento de la infantería en el campo de batalla, comparable a las legiones romanas o las falanges macedonias.

## Historia de los tercios de infantería española

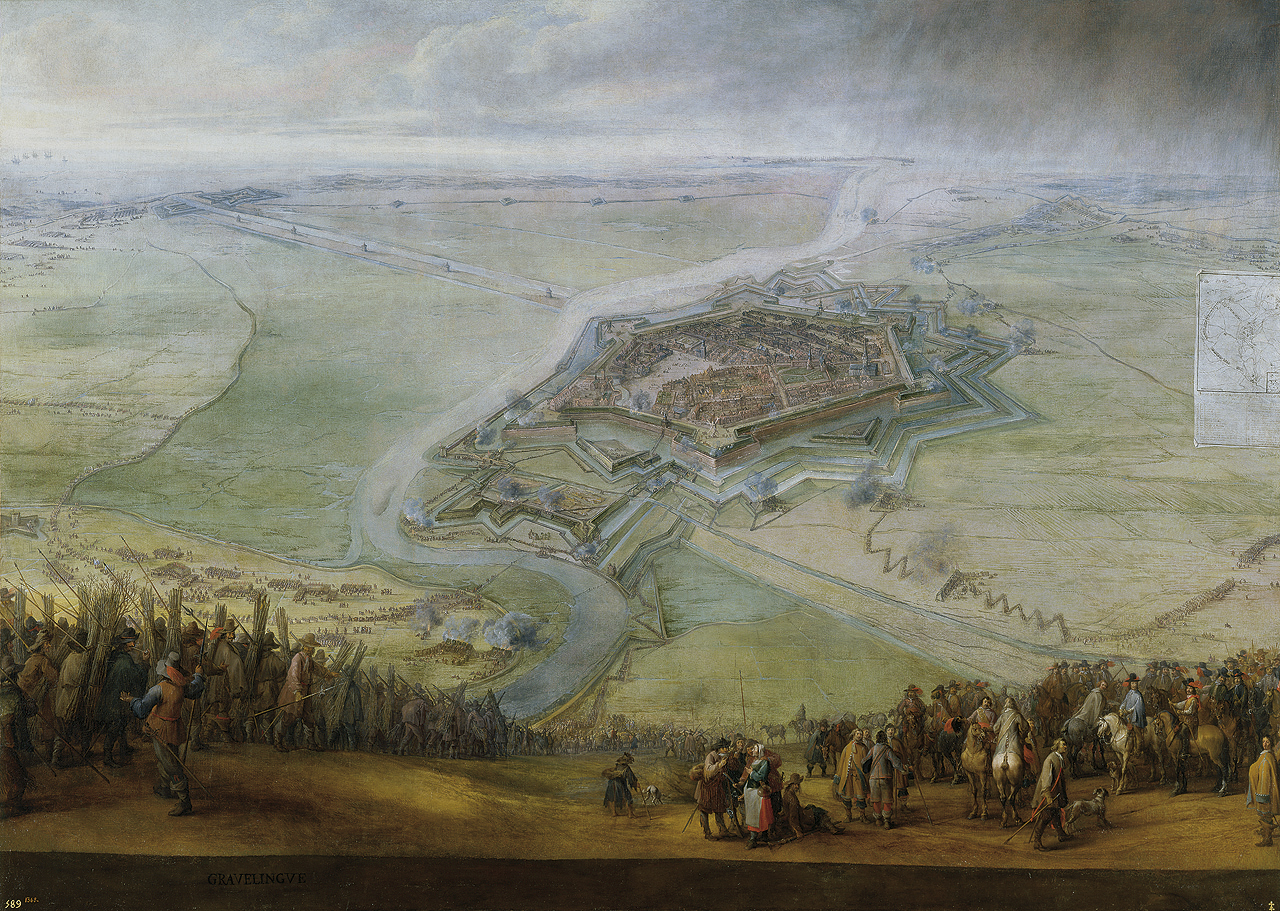
Sitio de Gravelinas, donde se produjo la Batalla de Gravelinas, con una victoria española sobre las tropas francesas que obligó al rey francés a firmar la paz y desistir de invadir Italia. Esta batalla se libró después de la batalla de San Quintín, y en honor a esta victoria, el rey Felipe II mandó construir el Monasterio de San Lorenzo de El Escorial.

### Reinado de Carlos V
En 1534 se creaba el primer tercio oficial, el de Lombardía. Los Tercios de Nápoles y Sicilia se crearon en 1536, gracias a la ordenanza de Génova, promulgada por Carlos I de España. Las tropas españolas sufren una dura derrota en la Batalla de Préveza contra el Imperio Otomano en la disputa por el mar Jónico. Del 18 de Julio hasta el 7 de Agosto de 1539 tiene lugar el legendario Sitio de Castelnuovo, donde un tercio abandonado por sus aliados venecianos luchó con auténtica valentía ante un destacamento otomano, liderado por Jeireddín Barbarroja, el capitán español, Francisco de Sarmiento, opuso batalla con apenas 4000 hombres a un ejército de más de 50.000 unidades; consiguiendo realizar 20.000 bajas.
El Tercio de las Galeras participó en la Batalla de la isla de Alborán, victoria española ante el pujante Imperio Otomano.
Entre el 21 a 25 de octubre de 1541 las tropas imperiales junto a una serie de unidades armadas católicas sufren una derrota en Argel contra el Imperio Otomano. El Tercio Viejo de Sicilia debió ir a socorrer a Túnez, sitiada por un ejército formado en su mayor parte por caballería mora, pero el tercio consiguió salvar la ciudad tras la buena actuación del maestre de campo Álvaro de Sande. 
En 1542 tiene lugar el sitio de Perpiñán, los españoles resistieron hasta la llegada del ejército español bajo el mando de Don Fernando Álvarez de Toledo, duque de Alba, provocando la retirada del ejército francés. El asedio fue una de las derrotas más costosas de Francisco I en la ofensiva francesa de 1542. 
En el verano de 1543 las tropas imperiales del rey Carlos V junto al Ducado de Saboya y la República de Génova socorren Niza de la invasión francesa y otomana, coalición formada para enfrentar al poder español. 
El 1 de Abril de 1544, en la Batalla de Cerisoles, las tropas francesas obtienen una victoria táctica en Ceresole Alba, además con una cantidad inusualmente elevada de bajas para la época, entre 5.000 y 6.000 muertos.
En la Batalla de Serravalle las tropas españolas infligen una derrota al Reino de Francia, confirmando su dominio en el Ducado de Milán. 
En la Batalla de Mühlberg, en 1547, las tropas imperiales de Carlos V vencieron en Alemania a una liga de príncipes protestantes gracias, sobre todo, a la actuación de los piqueros imperiales.   
De junio a septiembre de 1550 ocurre la Toma de Mahdía, donde una coalición entre las tropas imperiales y los Caballeros Hospitalarios derrotan al Imperio otomano. Sancho de Leyva permaneció en Mahdia, al mando de una guarnición española, hasta 1553. Carlos V ofreció la plaza a los caballeros de Malta, pero éstos rechazaron la oferta, al resultar demasiado gravoso mantenerla. Por ello, y a pesar de su importancia estratégica, los españoles decidieron demoler sus fortificaciones y evacuarla, tarea realizada por Hernando de Acuña. Poco después los otomanos reocuparon la ciudad, pero ya no levantó cabeza.  
El 2 de agosto de 1554 en la batalla de Marciano los tercios participan en la victoria decisiva española y florentina por la República de Siena, ayudando a la República de Florencia a anexionarse este territorio. En la Batalla de Renty, el 12 de agosto de 1554, las tropas españolas son derrotadas por el Reino de Francia y sus aliados italianos, ocasionado una gran pérdida de unidades y daño a la moral, incluso poniendo en fuga al emperador Carlos V, aunque las tropas francesas se retiraron a Compiègne.  

### Reinado de Felipe II
Diez años después, el ejército español derrotó por completo en 1557 al francés en la Batalla de San Quintín, hecho que se repitió con idéntico resultado en Gravelinas en 1558, lo que condujo a la paz entre ambos Estados con grandes ventajas para España. En todas estas batallas destacó la eficaz actuación de los tercios.
Entre el 21 de agosto y el 8 de octubre de 1573 acaece el Asedio de Alkmaar, donde los rebeldes holandeses derrotaron al tercio capitaneado por Don Fadrique, que estaba asediando la ciudad de Alkmaar. La decisión de poner asedio a Alkmaar pese a lo avanzado del año y el posterior fracaso al no poder tomar la ciudad fue uno de los mayores errores del duque de Alba, ya que la victoria rebelde reforzó la voluntad de resistencia de estos, y por otro lado el tiempo malgastado en el sitio de esta ciudad, poco importante por sí misma, impidió el avance de las tropas del rey al interior de las provincias de Holanda y Zelanda, corazón de la rebelión.
El 25 de agosto de 1580, en la batalla librada en Alcántara, las tropas de Felipe II lideradas por el Gran Duque de Alba y Sancho Dávila derrotaron decisivamente a los Portugueses leales a Antonio, prior de Crato, concluyendo en la incorporación de Portugal a la Monarquía Hispánica y la coronación de Felipe II como Felipe I de Portugal. El 17 de enero de 1583 las tropas francesas atacan Amberes, siendo repelidas. Este hecho fue aprovechado por el Imperio que, del 3 de julio de 1584 al 17 de agosto de 1585, asedian Amberes, terminando con su caída y conquista por parte de las tropas imperiales.

### Reinado de Felipe IV
La batalla de Rocroi, el 19 de mayo de 1643, marcó un antes y un después en la legendaria historia de los tercios españoles. Fue una auténtica derrota moral, en mitad de la Guerra de los Treinta Años, que sumió en el desconcierto y el desánimo a los soldados, hasta el punto de impactar en todo el continente deshaciendo el mito de que los tercios españoles eran invencibles.
Los tercios que sitiaban la ciudad francesa de Rocroi partieron con varias desventajas al enfrentarse con las tropas que aparecieron para auxiliar la plaza sitiada. Lucharon, para empezar, en inferioridad numérica, y otro de los errores que sufrieron fue su imprevisión o su exceso de confianza ante un enemigo que subestimaron, cuando un simple espía habría podido detectar la llegada de las fuerzas galas. La hegemonía francesa en Europa estaba decidida a partir de aquel episodio.
Para enviar sus refuerzos a la zona, la Corona Española tuvo que poner en funcionamiento el llamado Camino Español, un itinerario vital que discurría por ruta terrestre (la marítima estaba cortada por ingleses, franceses y holandeses) desde el Milanesado a través del Franco Condado, Alsacia, Alemania, Suiza y Lorena hasta llegar a Flandes. El duque de Alba (1507–1582) fue el primero que utilizó este recorrido en 1566, y fue tan exitoso que logró mantenerse hasta 1622. Fue en ese año cuando Francia logró estrangular el Camino llegando a un pacto de intereses con el duque de Saboya, que se alió con los galos para evitar el paso de tropas hispánicas por su territorio. Este hecho obligó a los españoles a buscar una nueva alternativa, y la encontraron en un itinerario que discurría algo más al este, partiendo también de Milán y cruzando los valles suizos de Engadina en los Grisones y Valtelina hasta Landeck, en el Tirol, y de ahí, bordeando el sur de Alemania, cruzaba el Rin por Breisach y alcanzaba los Países Bajos por Lorena. Este segundo Camino Español aguantó hasta que los franceses invadieron la Valtelina y Alsacia y ocuparon también Lorena. Se intentó entonces arribar a la costa de Flandes por vía marítima desde los puertos gallegos y cántabros, pero la derrota naval en la batalla de las Dunas (muchos historiadores dan por más grave esta derrota terrestre y naval que sufrieron los españoles, donde el mariscal francés Turenne tuvo el apoyo de la flota inglesa del dictador Cromwell) que sentenció definitivamente el eje vital que permitía al Imperio avituallar sus efectivos en Flandes. La última victoria de los tercios sería en la batalla de Valenciennes (1656), frente a los franceses.
El declive militar del Imperio español era ya visible a consecuencia de la falta de replanteamiento de estructura y de instrucción de los tercios, que habían quedado inevitablemente obsoletos ante unas rápidas renovaciones de armamento que ya seguían muy por delante tanto Francia como Holanda o Inglaterra. La Corona Española había sufrido una sangría imparable de dinero, hombres y todo tipo de recursos con tal de aniquilar a los protestantes y mantener sus dominios de Flandes e Italia frente al expansionismo holandés y francés. Las bajas de los combates, las enfermedades, las deserciones, causaron que el organigrama de los tercios se viniera totalmente abajo. Era imposible sufragar una renovación de técnicas y armamento porque el déficit, que tragaba todo el oro y casi toda la plata que cada vez costaba más extraer de las colonias americanas españolas (se iba agotando), resultaba simplemente demoledor. El tercio era una tropa muy cara, y dado que la economía de los reinos hispánicos estaba demasiado descentralizada y no tenía intereses fáciles de conciliar, los Austrias menores (Felipe III, Felipe IV, Carlos II) cada vez lo tuvieron peor para lograr un pacto económico con las Cortes de cada Estado del que eran reyes. Los banqueros del rey solían adelantar el dinero en forma de préstamo, pero cuando el dinero del Estado se acababa, los banqueros cerraban su bolsa y las consecuencias eran irremediables. La guerra en Flandes, por ejemplo, duró de 1568 a 1609 y de 1621 a 1648 (Paz de Westfalia), con tan sólo un frío interludio con la Tregua de los Doce Años que logró Felipe III. Ese conflicto devoró durante más de 80 años el Tesoro Real para nada: las Provincias Unidas se independizaron del Imperio y fueron compensadas con dos provincias más (al norte del río Escalda, lo que arruinó la salida fluvial de Amberes), aparte de las colonias que ya había ocupado en las Indias Orientales.
Tras 1648 fue Francia la que invadió paulatinamente territorios al sur, acabando por forzar en 1659 la Paz de los Pirineos, que supuso ya la pérdida de una parte considerable de territorios al sur y al este de Bélgica. Y España tenía frentes abiertos con casi todas las potencias: franceses, ingleses, holandeses, protestantes alemanes y suecos.
Los banqueros genoveses y los mercenarios extranjeros que apoyaban a los ejércitos hispánicos, cada vez exigían prestaciones más elevadas, viéndose la Corona ahogada ya de por sí en el despilfarro de la Corte, la falta de visión política de los monarcas y sus cada vez más incompetentes validos, y en una serie de interminables guerras que asolaron Europa hasta hundir del todo la política de un imperio multinacional y católico como era el de los Austrias.

### Reinado de Carlos II [1665-1700]
Durante el reinado de Carlos II se van a mantener y reforzar diversos ejércitos dadas las guerras con la corona francesa: Guerra de Devolución (1666-1667), Guerra de Holanda (1673-1678), Guerra de las Reuniones (1683-1684) y Guerra de los Nueve Años (1689-1697). Así, por ejemplo, el ejército de Flandes va a pasar de tener menos de cuatro mil soldados españoles en tercios de infantería a la conclusión de la Guerra Franco - Española, a disponer de más de diez mil hombres durante puntos álgidos como 1674. Para mantener dicho ejército, se tuvo que enviar a los Países Bajos 32.000 hombres entre 1666 y 1694.
Además, se mantenía una media de cuatro mil hombres en el reino de Nápoles. casi otros tantos en el reino de Sicilia amén de sostener un ejército en Lombardía, y otro ejército para defender Cataluña. Para atender estas necesidades defensivas, la corona formó tercios integrados por soldados voluntarios que eran enviados a diversos frentes, fundamentalmente al exterior: Milán y Flandes, pero también para la frontera de Navarra, o para la armada Aunque Castilla, por demografía y tradición militar, siguió siendo la base principal para los tercios de infantería española, el esfuerzo bélico se implantó también en territorios que habían sido menos usados, como Asturias, Galicia, Canarias o Cataluña.
Al mismo tiempo que se reclutaban estos tercios de voluntario, se hicieron reclutas forzosas, llamadas repartimientos. Además, existían los tercios provinciales, los cuales eran reclutados y mantenidos por distintas entidades territoriales, como, en el caso del Principado de Cataluña, la ciudad de Barcelona, o la Diputación del General.
En esta época, las compañías van a tener poco más de cien hombres, y el tercio, en torno a los 1.000 - 1500 soldados.

### Reforma borbónica del ejército. Del tercio al regimiento
Al acceder Felipe V al trono, quiso implantar el modelo francés, basado en el regimiento. Hizo una serie de reformas a partir de 1701, adoptando el pie regimental a partir del 28 de enero de 1704, tras publicar unas nuevas ordenanzas para las tropas de sus ejércitos. Al perder los Países Bajos y las provincias de Italia tras la Guerra de Sucesión y firma del Tratado de Utrecht, se repatrian los últimos tercios que habían defendido dichos territorios.
Este cambio fue de carácter orgánico - los tercios pasaban a ser regimientos, los maestres de campo coroneles, se incluye la figura del teniente coronel, los regimientos están compuestos de 12 compañías de 50 hombres, etc -  a la par que táctico, en tanto desaparece la división de oficios tradicional del tercio - coselete, arcabucero y mosquetero -  y todos los soldados pasan a servir con fusil y bayoneta, arma más ligera que el tradicional mosquete de Vizcaya que usaban los tercios de infantería española, si bien se incluye en cada regimiento una compañía de granaderos.

## Organización de los tercios

### Estructura
La organización de los tercios, tanto en número de hombres como en número de compañías, varió en la práctica en función de las necesidades de cada momento de defender un territorio o sostener una guerra, de la disponibilidad de hombres y dinero con el que mantener las unidades, y de la capacidad de los distintos territorios de alojar a las tropas. Sin embargo, recurrentemente se dan instrucciones y se promulgan ordenanzas en los ejércitos de los diferentes territorios para homogeneizar las unidades. 
Así, por ejemplo, en el ejército de Lombardía en 1538 se va a promulgar una instrucción por la cual el tercio de dicho territorio iba a contar con 8 compañías: 7 de piqueros y 1 de arcabuceros, teniendo 221 soldados por compañía, excepto la compañía de la que también era capitán el maestre de campo, que debía contar con 300 soldados. Sin embargo, durante el reinado de Carlos V se va a ordenar que los tercios que se reclutasen en España tuvieran compañías de 300 hombres, con un número variable de soldados que oscilaba entre los 3.000 y 4.000 hombres normalmente.  
A finales de 1560, se va reformar el tercio de Lombardía, estableciendo en diez el número de compañías - ocho de piqueros y dos de arcabuceros - con un total de tres mil soldados, de los que 1.400 serían arcabuceros, 1.200 coseletes y 400 picas secas. Más avanzado el reinado de Felipe II, la tendencia va a ser la de reclutar compañías de 250 hombres. Por ejemplo, para la jornada de Inglaterra de 1588, se va a dar orden de reclutar en España 6 tercios de 13 compañías de 250 hombres cada una, siendo 2 de las compañías de cada tercios compañías de arcabuceros. Con el tiempo, una de las compañías de arcabuceros se sustituyó por otra de mosqueteros. En 1632 se va a promulgar una ordenanza para los tercios fuera de España tuvieran quince compañías de 250 hombres cada una, pero no debía de haber compañías de arcabuceros. Em 1636, las compañías del ejército de Flandes van a quedar reducidas a 200 hombres. Con el tiempo, las compañías fueron reduciendo sus dotaciones, aunque no el número de oficiales y suboficiales que, en consecuencia, creció en proporción al número de soldados que mandaban. Para finales del siglo XVII, durante la guerra de devolución, muchas de las compañías van a tener menos de 100 hombres.

### Efectivos
A los capitanes se les daba una "conducta", documento por el cual podían realizar la leva en un determinado territorio, en el que constaba el número de soldados que debía reclutar:  habitualmente 300 para el reinado de Carlos V, 250 para el reinado de Felipe II, 200 a partir de 1636. Estas compañías se integraban en tercios que eran enviados a un determinado territorio. Allí, las acciones de combate, las enfermedades, las licencias, las deserciones, disminuían el número de soldados, por lo que era común que las compañías no tuviesen el número de soldados requerido inicialmente.
Frecuentemente se disolvían compañías («reformaban») para cubrir un mínimo de plazas en las demás. También se constituían tercios "itinerantes": tercios que al llegar a su destino, Flandes, se reformaban, entrando los soldados bisoños en las compañías de tercios viejos, aprovechando así las unidades veteranas el refuerzo, y los reclutas la experiencias de sus compañeros más antiguos. 
Los oficiales de las compañías reformadas pasaban a integrarse en las otras banderas en calidad de "oficiales reformados", oficiales sin mando que combatían como soldados, pero que percibían un sueldo superior, y a los que se les encomendaba tareas de mayor importancia. La estructura de los tercios nunca fue rígida, sino adaptable a las circunstancias del momento.
Puntualmente, los soldados, con licencia del maestre de campo, podían cambiarse de compañía. También podían obtener licencias para regresar a España a tratar asuntos de índole familiar o personal. La deserción estaba penada y perseguida. 

### Los tercios en la estructura del ejército. Tercios de naciones
El personal de cada unidad era siempre voluntario y entrenado especialmente en el propio tercio, lo que convierte a estas unidades en el germen del ejército profesional moderno. Los ejércitos españoles de aquel tiempo estaban formados por soldados reclutados en todos los dominios de los Habsburgo españoles y alemanes, amén de otros territorios donde abundaban los soldados de fortuna y los mercenarios: alemanes, italianos, valones, suizos, borgoñones, flamencos, ingleses, irlandeses, españoles, etc. En el conjunto del ejército, la proporción de efectivos españoles propiamente dichos solía ser inferior al 50%, e incluso menos aún: hasta un 10–15% a lo largo de casi toda la guerra de Flandes. Sin embargo, eran considerados el núcleo combatiente por excelencia, selecto, encargado de las tareas más duras y arriesgadas (y consecuentemente, con las mejores pagas). Inicialmente sólo los españoles originarios de la península ibérica estaban agrupados en tercios y durante todo el período de funcionamiento de estas unidades se mantuvo vigente la prohibición de que en dichos tercios formaran soldados de otras nacionalidades. En los años 80 del siglo XVI se formaron los primeros tercios de italianos, cuya calidad rivalizaba con la de los españoles, y a principios del siglo XVII se crearon los tercios de valones, considerados de peor calidad. Los lansquenetes alemanes en servicio del rey español no llegaron nunca a ser encuadrados en tercios y combatían formando compañías, puesto que eran mercenarios y no cuadraban con la organización militar de los tercios.

Bandera de compañía (mediados del siglo XVII).

El ejército del duque de Alba en Flandes, en su totalidad, lo componían 5.000 españoles, 6.000 alemanes y 4.000 italianos. 

### Levas de nuevos tercios
La corona podía levar o "levantar" un nuevo tercio para ser enviado a una jornada o empresa determinada, para servir en un ejército en una guerra activa - guerra de los ochenta años, por ejemplo - o para sustituir los tercios que estaban en las guarniciones de un determinado territorio para protegerlo - los estados que la corona tenía Italia, como eran Lombardía, Nápoles y Sicilia - y que, a su vez, eran enviados a otros territorios donde eran necesarios. 
Este último sistema, el de enviar tropas veteranas de Italia a Flandes, que eran sustituidas por soldados bisoños, permitía aportar tropas adiestradas a ejércitos que necesitaban gente con un mínimo de preparación, otorgando al ejército una ventaja cualitativa importante.
Algunos de estos tercios nuevos, al llegar al ejército correspondiente en un territorio del rey, como, por ejemplo, el ejército de Flandes eran reformados: los soldados bisoños del tercio nuevo se repartían entre las compañías de los tercios que ya estaban en dicho ejército, con lo cual, los tercios veteranos quedaban reforzados, y los reclutas tenían la posibilidad de aprender su oficio junto a soldados experimentados.
También se podían reclutar compañías sueltas en España que no fueran parte de un tercio.

### Reclutamiento de los soldados
Cuando el tercio necesitaba alistar soldados, el rey concedía un permiso especial firmado de propia mano («conducta») a los capitanes designados, que tenían señalado un distrito de reclutamiento y debían tener el número de hombres suficiente para componer una compañía. El capitán, entonces, desplegaba bandera en el lugar convenido y alistaba a los voluntarios, que acudían en tropel gracias a la gran fama de los tercios, donde pensaban labrarse carrera y fortuna. Estos voluntarios iban desde humildes labriegos y campesinos hasta hidalgos arruinados o segundones de familias nobles con ambición de fama militar, pero normalmente no se admitían ni menores de 20 años ni ancianos, y estaba prohibido reclutar tanto a frailes o clérigos como a enfermos contagiosos. Los reclutas pasaban una revista de inspección, en la que el veedor comprobaba sus cualidades y admitía o expulsaba a los que servían o no para el combate. A diferencia de otros ejércitos, en los tercios el soldado no estaba obligado a jurar fidelidad y lealtad al rey.
El alistamiento era por tiempo indefinido, hasta que el rey concedía la licencia y establecía una especie de contrato tácito entre la Corona y el soldado, aunque aparte del rey también los capitanes generales podían licenciar a la tropa. Se daba por hecho que el juramento era tácito y efectivo desde este reclutamiento. Los agraciados con su entrada en el tercio cobraban ya al empezar un sueldo por adelantado para equiparse, y los que ya disponían de equipo propio recibían un «socorro» a cuenta de su primer mes de sueldo.
No hay duda de que estas condiciones se pasaban a veces por alto a causa de la picaresca personal o de las necesidades temporales del ejército, pero en general siempre se exigió que el soldado estuviese sano y fuerte, y que contara con una buena dentadura para poder alimentarse del duro bizcocho que se repartía entre la tropa. En España, las mayores zonas de reclutamiento fueron Castilla, Andalucía, el Reino de Valencia, Navarra y Aragón. Honor y servicio eran conceptos muy valorados en la sociedad española de la época, basada en el carácter hidalgo y cortés, sencillo pero valiente y arrojado de todo buen soldado. Aunque hay que añadir que no hubo escasez de voluntarios alistados mientras las arcas reales rebosaron de dinero, es decir, hasta las primeras décadas del siglo XVII.

### Adiestramiento
No existían centros de instrucción, porque el adiestramiento era responsabilidad de los sargentos y cabos de escuadra, aunque la verdad es que los soldados novatos y los escuderos se formaban sobre la marcha. Se procuraba repartir a los novatos entre todas las compañías para que aprendieran mejor de las técnicas de los veteranos y no pusieran en peligro la vida del conjunto. Era también común que en las compañías se formaran grupos de camaradas, es decir, de cinco o seis soldados unidos por lazos especiales de amistad que compartían los pormenores de la campaña. Este tipo de fraternidad unía las fuerzas y la moral en combate hasta el extremo de ser muy favorecida por el mando, que prohibió incluso que los soldados vivieran solos. 
Lo habitual era enviar a las nuevas compañías de reclutas a servir en Italia, de donde partían los veteranos luego a Flandes. Hasta bien entrado el siglo XVII, fue extraño enviar tropas bisoñas a Flandes.

### Ascensos
El ascenso se debía a aptitud y méritos, pero primaban también mucho la antigüedad y el rango social. Para ascender se solía tardar como mínimo cinco años de soldado a cabo, uno de cabo a sargento, dos de sargento a alférez y tres de alférez a capitán. El capitán de una compañía de tercio era el mando supremo que debía rendir cuentas ante el sargento mayor, que a su vez era el brazo derecho del maestre de campo (designado directamente por el rey y con total competencia militar, administrativa y legislativa).
La paga de los soldados que componían un tercio era menor que las de los regimientos alemanes contemporáneos. Una pica seca recibía tres escudos al mes; un coselete, cuatro; un mosquetero, seis y un arcabucero, cuatro.

### Cargos militares y administrativos en un tercio, con sus funciones

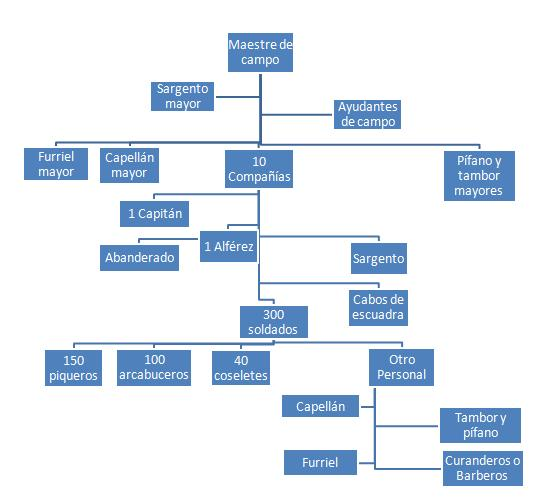
Representación gráfica de la jerarquía y organización dentro de un tercio.

Cada compañía, aparte del capitán, que siempre tenía que ser de nacionalidad española y escogido por el rey, tenía otros oficiales: un alférez, quien era encargado de llevar en el combate la bandera de la compañía, un sargento, cuya función era preservar el orden y la disciplina en los soldados de la compañía, y un número variable de cabos de escuadra que mandaban a 25 soldados. Aparte de los oficiales, en cada compañía había un cierto número de auxiliares (oficial de intendencia o furriel, capellán, músicos, paje del capitán, barberos). 
El Estado Mayor de un tercio de Flandes tenía como oficiales principales al maestre de campo (jefe supremo del tercio nombrado directamente por la autoridad real) y un sargento mayor, o segundo al mando del maestre de campo.

#### El maestre de campo

Maestre de campo por Jose Ferre Clauzel

El maestre de campo es un capitán designado por el rey que manda su compañía y a todo el tercio, podríamos decir que era el general del tercio. Era el único cargo en los tercios que tenía una guardia personal, tan solo 8 alabarderos.
Para llegar a ser maestre de campo se precisaban muchos años de experiencia militar, fama y reconocimiento; con esto el rey los podía designar jefes de un tercio. Normalmente, al principio se era maestre de campo de tropas extranjeras (valones, italianos, alemanes...), cuando se había desempeñado un buen trabajo, el rey daba al maestre de campo un tercio de españoles. Muchos de los nombres de los tercios tenían el nombre o del lugar de origen (tercio de Málaga) o donde operan (Tercio Viejo de Lombardía) o el nombre o apellidos del tercio. Así el famoso maestre de campo Lope de Figueroa mandaba el tercio Lope de Figueroa. En general, se ocupaba del mando, de impartir justicia dentro del tercio y de administrar y asegurar que las tropas eran aprovisionadas.
Maestres de campo famosos fueron Juan del Águila, Sancho de Londoño, Sancho Dávila, Julián Romero, Lope de Figueroa, Rodrigo López de Quiroga y Álvaro de Sande.

#### El sargento mayor
El sargento mayor era el ayudante principal del maestre de campo, por lo que era el segundo al mando en el tercio. Se podría considerar como el jefe de Estado Mayor. No tenía compañía propia, pero tenía la potestad sobre los demás capitanes. Daba las órdenes de boca del maestre de tercio a los capitanes, decía cómo debía formar en el campo de batalla el tercio, dónde se alojarían las compañías, etc. Era, sin duda, el trabajo de mayor responsabilidad. Tenía un ayudante que solía ser el alférez de su antigua compañía. La evolución de estos dos cargos han dado en la actualidad los cargos de comandante y teniente coronel.

#### Los tambores y pífanos
Los tambores o cajas y pífanos eran los encargados de llevar las órdenes del capitán en el combate a base de los toques de sus instrumentos. También tenían una doble finalidad: subir la moral de los hombres en el combate y llevar las órdenes, pues en el fragor de la batalla era imposible llevar las órdenes a viva voz. Había muchos toques, entre los básicos marchar, parar, recoger (dar la retirada), responder (al fuego enemigo), etc.

#### El furriel mayor
El furriel mayor era el encargado de alojar a los soldados, de los almacenes del tercio y de las pagas. Se encargaba de los aspectos logísticos. Cada compañía tenía a su vez un furriel que se encargaba de llevar a cabo las órdenes del furriel mayor. Cada furriel llevaba las cuentas de la compañía, la lista de los soldados, las armas y la munición de la que precisaban los soldados y el capitán. Para ser furriel se necesitaba saber leer, escribir y conceptos básicos de matemáticas.

#### Cuerpo sanitario
Los tercios no tenían un cuerpo sanitario como los ejércitos actuales. Este cargo lo desempeñaba un médico profesional, los cirujanos de cada compañía y el barbero que solían hacer de enfermeros y debían saber atar y sangrar heridas (por cada compañía sólo había un cirujano y un barbero). Los camilleros solían ser los mozos que acompañaban a los soldados al combate o los propios soldados llevando a sus propios camaradas.

#### Cuerpo espiritual
En los tercios, como ejército cristiano, debía tener por cada compañía un capellán para dar fe a los soldados, enseñar el evangelio, celebrar la santa misa y dar la extremaunción a los heridos y a los que iban a morir. El capellán sentaba su plaza en la primera plana de la compañía entre los oficiales, y recibía por su trabajo un sueldo de tres escudos, lo mismo que una pica seca. A partir de 1580, con el objeto de mejorar la calidad de los que prestaban el servicio religioso, se les dobló el sueldo a seis escudos. Era un trabajo arduo, pues los capellanes se debían mover por el campo de batalla para dar la extremaunción a los caídos y solían ser el objeto de odio en enemigos contrarios a la Iglesia católica (los protestantes y musulmanes).
Aunque se prefería que los capellanes fueran sacerdotes, numerosas órdenes religiosas de frailes regulares, como dominicos, agustinos o franciscanos, se enrolaban en las compañías de infantería. En 1587, la orden de los jesuitas es la encargada de proveer los capellanes de los tercios. Con la ordenanza de 1632 se crea el puesto de capellán mayor, que era el encargado de elegir a los capellanes de las compañías y capellán de la compañía del maestre de campo. Además, eran los únicos que podían juzgar a otros capellanes.

#### Cuerpo judicial
El cuerpo judicial del tercio se formaba por un oidor, un escribano, dos alguaciles, el carcelero y el verdugo. Este grupo de personas se encargaban de hacer efecto sobre los procesos judiciales internos del tercio, como si fuera un tribunal militar. También se encargaban de los testamentos de los soldados.
En el tercio se puede encontrar asimismo un cuerpo de policía militar, mandado por el preboste. Se encargaba del orden entre la tropa, la limpieza de los campamentos, la seguridad de los edificios donde se iban a alojar los soldados y evitar que los soldados se dispersasen en las marchas.
Bartolomé Scarion de Pavía, en su obra titulada Doctrina militar, en Lisboa en 1598, expondrá que "Un ejército en campaña ha de tener un preboste, que es suprema justicia del ejército, como en los tercios son los barracheles de campaña, contra los malhechores y los que quebrantan los bandos. Empero los barracheles no pueden sino prender, y no ejecutar ni soltar 
sin orden del general, ó del maese de campo, ó del auditor; y el preboste es juez absoluto para 
ahorcar y castigar tales suertes de delincuentes." (A Leal-Bernabeu, 2019;Pavía, 1598)

#### El capitán
El capitán era una persona designada por el rey para que mandase una compañía; él es quien decidía de qué arma iba a ser formada la compañía (cuando no había mezcla de armas): picas, arcabuces o mosquetes.
El capitán debía informar de los percances ocurridos a sus superiores, y no tiene la potestad de castigar a sus soldados, ni herirlos, a no ser que este estuviese presente, entonces podía usar la espada, pero no podía matar a los soldados. Si hería a un soldado no debía atacar un miembro del cuerpo útil para la guerra. El capitán no debía aprovecharse de los soldados, ni maltratarlos cuando no han hecho nada, con el único fin de salvaguardar la disciplina de los soldados de la compañía. Podía dar licencia a un soldado a irse de una compañía a otra, pero no podía darle licencia de irse del tercio y mucho menos del ejército, eso era tarea del maestre de campo y del rey. Los capitanes normalmente tenían un paje de rodela, pues este lo portaba, que también se llamaba paje de jineta. Estos chicos estaban en la parte peor parada del combate, delante del capitán para protegerlo con la rodela.
Ostentaba la mayor graduación de las compañías, que también contaban con alférez, sargento y cabo de escuadra.

#### El alférez

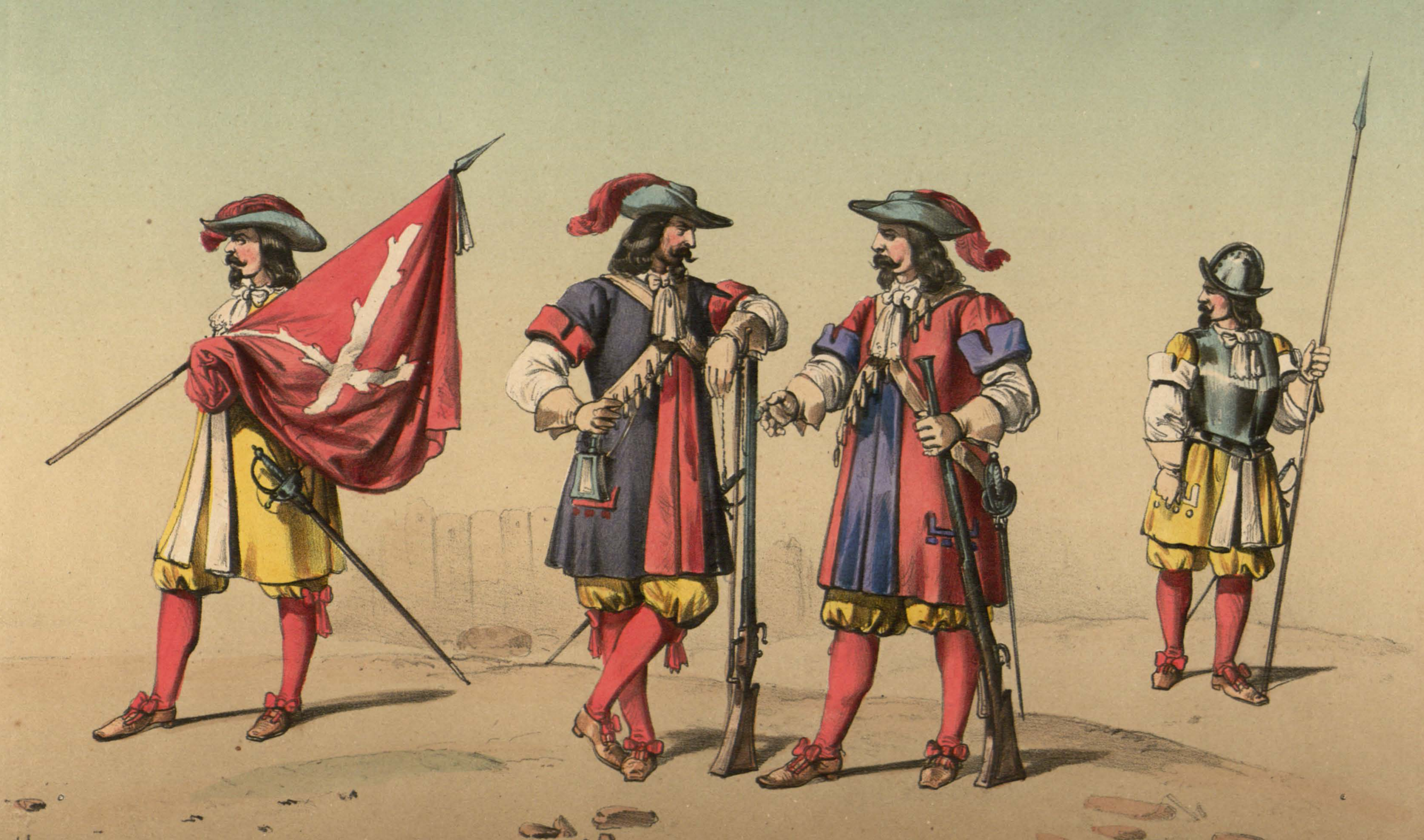
Uniformes de los Tercios en el siglo XVII según Serafín María de Sotto: representación de alférez, mosquetero, arcabucero y piquero.

El alférez era el encargado de llevar y defender la bandera de la compañía en el combate, si bien existía otro oficial de la primera plana, el "sotalférez" o abanderado que podía portarla, aunque era el alférez el responsable último de su salvaguardia. La bandera era la insignia de la compañía y debían protegerla con la vida. 
El alférez de las compañías de picas normalmente combatía en el escuadrón en la primera hilera, llamada de los capitanes, mientras que el abanderado ocuparía el centro del escuadrón sosteniendo la bandera, que quedaría así protegida del enemigo. 
La bandera podía llevarse de forma vertical extendida, "arbolada", o al hombro, también podía llevarse enrollada en el asta de la bandera, pero nunca debía tocar el suelo, salvo que se humillase para que pudiera pasar el santísimo sacramento por encima de ella.
El alférez podía encargarse de la compañía si el capitán lo autorizaba cuando este estuviese ausente. En las marchas, el alférez tenía otro ayudante, llamado sotaalférez, que era el encargado de llevar la bandera cuando no hubiese combate. A este soldado, que podía ser en ocasiones un criado del alférez, también se le llamaba abanderado.

#### El sargento
Cada compañía tenía un sargento, encargado de transmitir las órdenes de los capitanes a los soldados, de que la tropa esté siempre bien preparada para el combate (armamento, munición, protecciones, etc.) y de que las tropas en el combate vayan en buen orden.
En los servicios nocturnos el sargento es el encargado de poner las centinelas, y debe revisarlas durante toda la noche. El sargento puede castigar a aquellos que no cumplan estos servicios, y si requiriese de la fuerza podría usar la gineta, una alabarda especial que solo la llevaban los sargentos, tratando de solo herir y no mancar al soldado castigado.

#### El cabo
El cabo era un soldado veterano que tenía a su mando veinticinco hombres. Eran los encargados de alojar a los soldados en camaraderías (grupos de soldados más reducidos). Tienen que adiestrar a los soldados, cuidar de que cumplan las órdenes del capitán, de que luchen bien y de que no creen problemas. Si los hubiere, el cabo no puede castigar a los soldados y deberá hablar al capitán de los posibles desórdenes ocurridos.

## Tipos de soldados y armamento

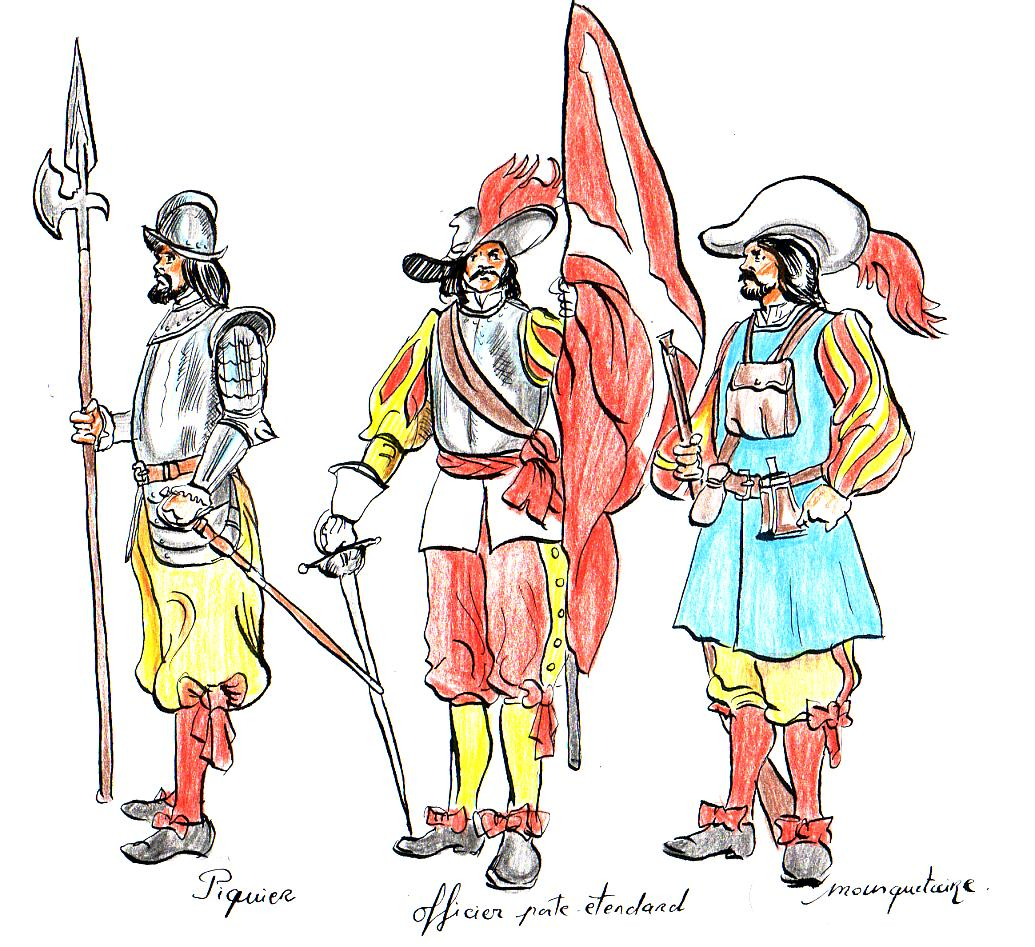
De izquierda a derecha: alabardero, alférez y arcabucero.

Los tercios contaban con tres clases de combatientes: piqueros, arcabuceros y mosqueteros. A su vez, los soldados armados con pica se dividían en coseletes y picas secas. Los tercios eran unidades de infantería que combatían en ejércitos integrados por caballería y artillería.
Los soldados recibían una serie de armas correspondientes a su oficio que les entregaban los oficiales del rey. Estas armas eran llamadas armas de munición. El importe tasado de dichas armas se descontaban en las siguientes pagas. Los soldados podían adquirir y utilizar otras armas, tanto ofensivas - alabardas, partesanas - como defensivas - rodelas, petos, protecciones de malla - adquiridas por otros medios, o entregadas por la corona.
Todos los soldados llevaban espada en su vaina, normalmente en un talabarte, y una daga al cinto, que era el arma primaria junto al arma al que estaban asignados . La espada se usaba en los asaltos y  en todas las batallas, se usaban cuando se rompían las formaciones o se acababan las municiones, cosa que ocurrirá en todas las batallas  . De hecho fueron los tercios los padres de la esgrima española además de ser los que pusieron la esgrima callejera de moda en Europa. Normalmente era de doble filo y no solía medir más de un metro para que fuera más manejable, en comparación con otras espadas de uso civil o roperas.

### Piqueros: picas secas y coseletes

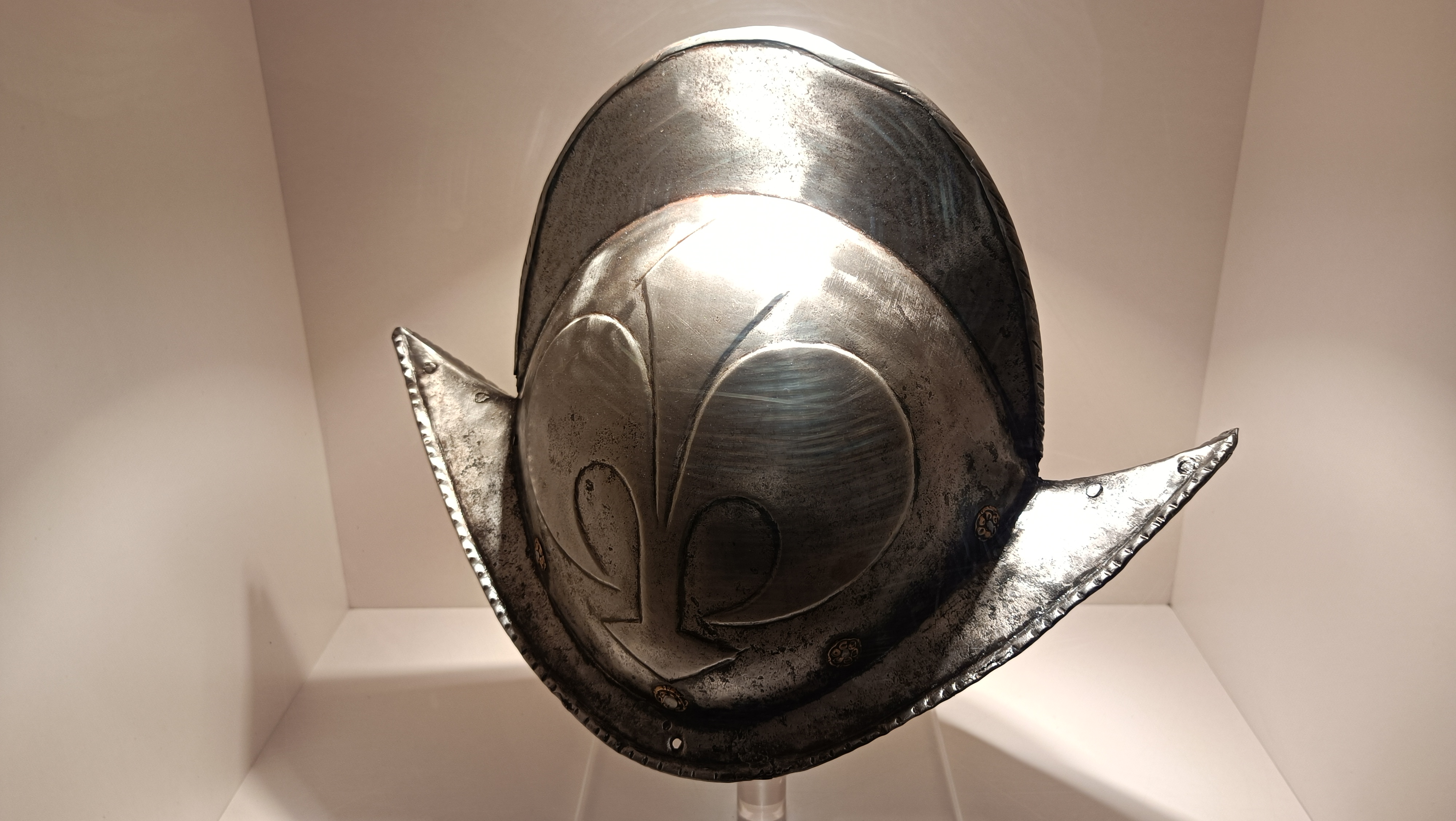
Morrión de los tercios en el Museo de San Carlos, en Mallorca.

Los piqueros usaban la pica, de entre 3 y 6 m de longitud, y portaban también su espada atada al cinto. Según su armamento defensivo se dividían en picas secas también llamadas picas desarmadas y coseletes. Las picas secas llevaban como armas defensivas una celada o morrión y una gola, a la que le podían sumar un peto de acero. Los coseletes se protegían con celada o morrión, peto, espaldar, brazales, guardabrazos y escarcelas que cubrían los muslos colgando del peto.

### Arcabuceros
Los arcabuceros llevaban el arma propia de su oficio, que era el arcabuz, con el frasco para llevar la pólvora, así como las balas, y la mecha necesaria para prender la pólvora. Se protegían la cabeza con una celada o morrión. En las primeras décadas del siglo XVI podían usar también un gorjal de malla. 

### Mosqueteros
Los mosqueteros usaban un mosquete, un arma similar al arcabuz, pero de mayor alcance y calibre. Dado su gran peso requería dispararlo apoyándolo en una horquilla que descansaba en el suelo. En lugar de morrión, usaban gorra o sombrero, aunque es posible ver ilustraciones de mosqueteros llevando morrión. Su alcance les permitía salir de la formación cerrada y refugiarse en el escuadrón después de abrir fuego. La introducción del mosquetero en 1567 fue una innovación del duque de Alba, si bien se conoce su uso en tierras de Berbería, en el norte de África, por lo menos, desde la topa del Peñón de Vélez de la Gomera en 1564. El mosquete supuso un aumento notable de la potencia de fuego de las unidades, principalmente por la capacidad de penetración de los proyectiles que disparaba y su alcance, que venía a doblar el del arcabuz.
A medida que trascurrieron los años, los tercios fueron tanto disminuyendo en número de hombres por compañía, como aumentando la proporción de arcabuceros y mosqueteros sobre la de piqueros. El ejército español fue de los que más rápidamente adoptó las armas de fuego en sus unidades, aunque luego su proporción se mantuvo estable. Su número era elevando en los tercios, aunque no se prescindió de las picas, consideradas necesarias para la defensa.

## Escuadrón y técnicas de combate

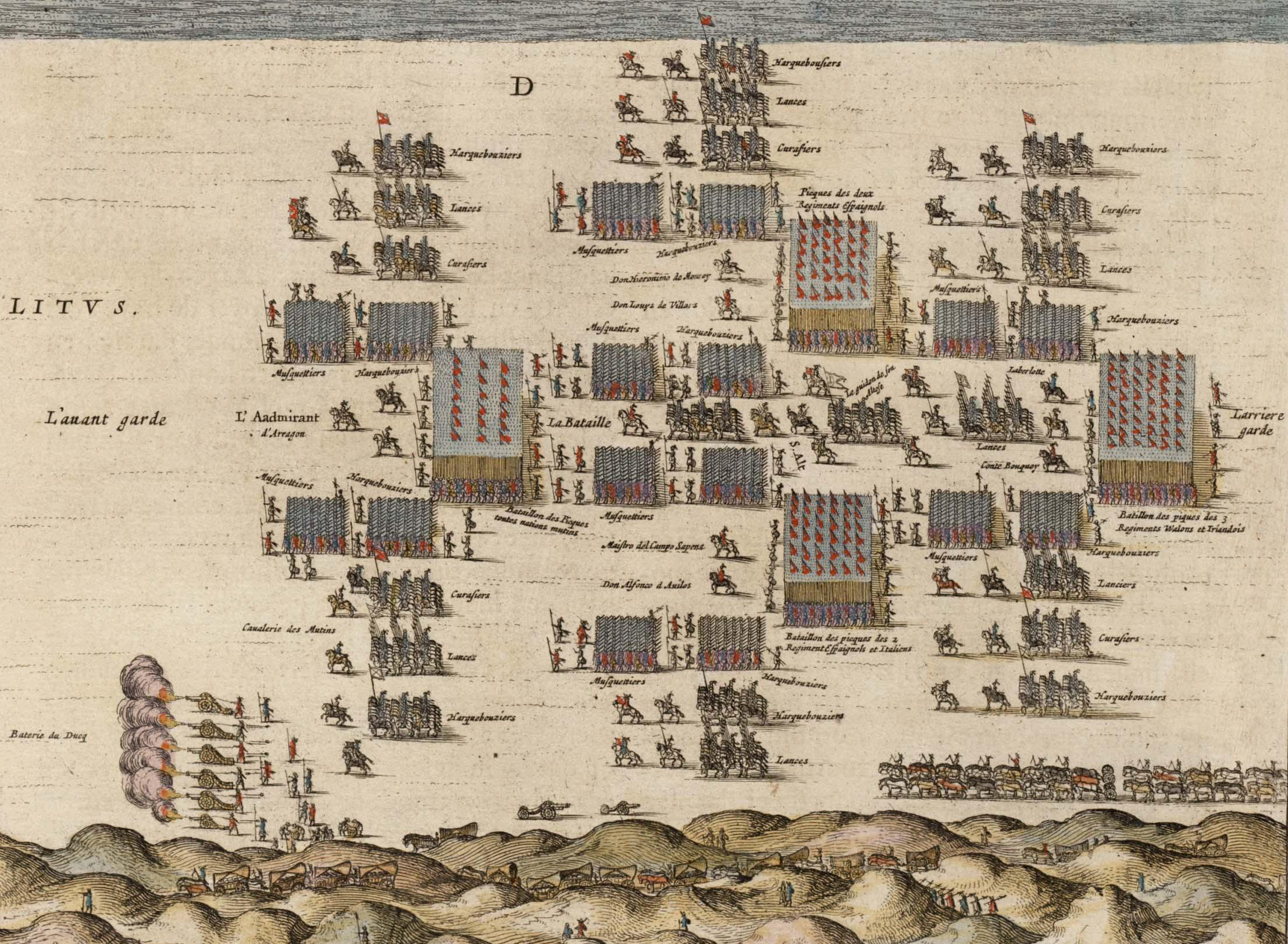
Tercios marchando en formación durante la batalla de Nieuport, en 1600.

Muchas de las acciones de guerra no eran grandes batallas, sino una sucesión de golpes de mano, escaramuzas, pequeñas batallas y asedios. En todos estos casos, los tercios resultaron muy eficientes, especialmente en los ataques por sorpresa o «encamisadas».
Los españoles conservaron la hegemonía militar durante el siglo XVI y gran parte del XVII, aunque sus enemigos se inspiraron en sus mismas técnicas para hacerles frente. Los ejércitos incrementaron sus efectivos y pasaron a sufrir enormes bajas. Los generales de la época optaban entonces por no plantar grandes batallas, sino dedicarse a concentrar esfuerzos en las tomas de ciudades importantes para forzar un tratado que condujese al final de la guerra, fuese este temporal o a largo plazo. Un aforismo de los lansquenetes de aquellos tiempos decía muy oportunamente: «Dios nos dé cien años de guerra y ni un solo día de batalla».
Las grandes formaciones de los tercios surgieron según la técnica bautizada por los españoles como «arte de escuadronar», y los tratados de la época están llenos de fórmulas y tablas para componer escuadrones de hasta 8000 hombres. Por aquel entonces ya habían desaparecido totalmente las hazañas individuales que en la Edad Media gozaron de tanta fama y prestigio para el soldado, pues la infantería se basaba enteramente en el anonimato. Los oficiales y los soldados distinguidos disponían de algún caballo para las marchas largas, pero todos combatían pie a tierra, integrados en grandes formaciones cuadradas o rectangulares, con una disciplina estrictamente impuesta en movimientos de alineación y maniobra. Durante los trayectos, las tropas acostumbraban a viajar siempre en columna, pero luego combatían agrupadas en bloques geométricos.

Estos bloques rechazaban fácilmente a la caballería y luchaban hábilmente combinados con el resto de la infantería, pero debían evitar ponerse al alcance de la artillería, ya que entonces podían sufrir graves destrozos y bajas. La amenaza de la artillería enemiga en una batalla quedó bien patente para todos los ejércitos de la época sobre todo a partir de la batalla de Marignano, en la que la artillería francesa machacó a los cuadros suizos. Todos los generales tuvieron entonces presente este factor, aunque de hecho las piezas artilleras eran de poco alcance y muy difíciles de mover en terrenos abruptos o fangosos, como por ejemplo en los campos de Flandes. Hay que destacar, sin embargo, que la infantería era la única que mejor podía moverse en los estrechos espacios que dejaban canales, diques, puentes o murallas en Flandes.

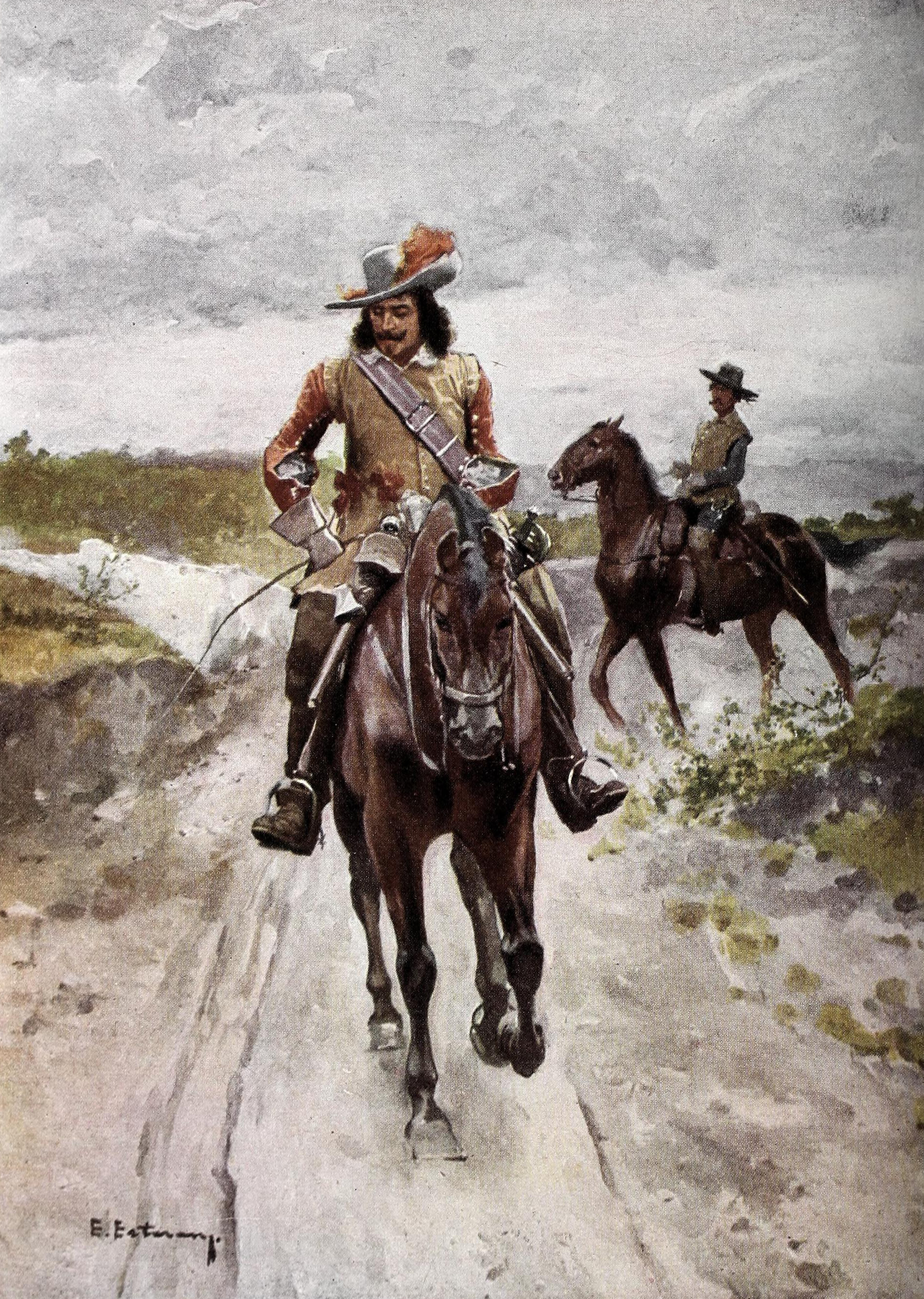
Tercios de Flandes por Enrique Estevan.

El tercio acostumbraba a formar como formación más típica el llamado escuadrón de picas. El resto de los efectivos —caballería y arcabuceros— debían apoyar su acción situándose en sus mangas o flancos para evitar que el enemigo lo envolviese, aunque a veces también formaban pequeños cuadros en sus esquinas. Esta táctica era la más empleada en campo abierto, transmitiéndose las órdenes a través del sargento mayor a los sargentos de compañía y sus capitanes, que desplazaban a la tropa. Todos los movimientos se realizaban en absoluto silencio, de modo que sólo en el momento del choque estaba permitido gritar «¡Santiago!» o «¡España!». En realidad, las tácticas empleadas por las unidades que formaban los tercios eran muy flexibles y se adaptaban al tipo de combate que tuviesen que librar. Era habitual reunir compañías de distintos tercios para aumentar el número de armas de un determinado tipo o emplear únicamente las compañías que las portaban si convenía. Por ejemplo, para el asalto a posiciones estáticas, donde convenía contar con gran potencia de fuego, se podían reunir unidades de arcabuceros y mosqueteros de diversos tercios.
La doctrina de la época establecía oponer picas a caballos, enfrentar la arcabucería a los piqueros y lanzar caballería sobre los arcabuceros enemigos, ya que éstos, una vez efectuado el primer disparo, eran muy vulnerables hasta que cargaban otra vez el arma. Los arcabuceros adquirieron mucha importancia en los tercios: llevaban un capacete, gola de malla y chaleco de cuero (coleto), a veces peto y espaldar. Su gran arma era el arcabuz, un cañón de hierro montado sobre caja de madera con culata. El equipo incluía asimismo una bandolera para las cargas de pólvora y una mochila para la munición, la mecha y el mechero. El arcabucero recibía cierta cantidad de plomo y un molde en el que debía fundir sus propias balas. A finales de siglo XVI, cada tercio tenía dos o tres compañías de arcabuceros (lo que da una idea de su elitismo), formadas por soldados jóvenes y resistentes a los duros trabajos. También por ese mismo motivo estaban agraciados por un trato de favor especial que les dispensaba de hacer guardias de noche (a diferencia del resto de las compañías) y les garantizaba un ducado más de paga al mes. Se disponía de artillería cuando las circunstancias así lo exigían: desde cañones de bronce o hierro colado, medioscañones, culebrinas y falconetes. Dada la importancia de las armas de fuego en el ataque y de las picas en la defensa y que las primeras primaban en los tercios y las segundas en los regimientos, se tendía a combinar los dos tipos de unidad para aprovechas las ventajas de ambas.
Durante los primeros disparos, para que las bajas no dejasen demasiados huecos en el escuadrón de picas, los soldados adelantaban su puesto cuando el anterior quedaba vacío, lo que permitía seguir dando una imagen compacta donde toda la compañía se apoyaba en un solo bloque. El escuadrón de picas tenía cuatro formaciones: el escuadrón cuadrado (mismo frente que fondo); prolongado (tres cuadrados unidos), con la variante de media luna o cornuto, en que las alas se curvaban para proteger el centro; en cuña o triangular, que adquiría forma de tenaza o sierra cuando se unía a otros por la base; y en rombo.
Si se trataba de un asedio, los tercios realizaban obras de atrincheramiento para rodear la plaza y aproximar los cañones y minas a los muros. Uno de los escuadrones se mantenía en reserva para rechazar cualquier tentativa de contraataque de los sitiados. Incluso si era necesario retirarse, se procuraba llevar a cabo el repliegue con sumo secreto, con un escuadrón de seguridad cubriendo siempre la retaguardia.

## Carácter y modo de vida

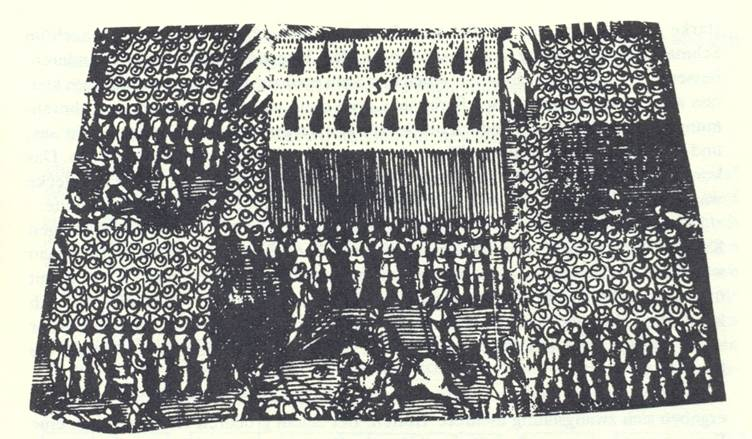
Un tercio en batalla.

Los soldados de los tercios eran hombres orgullosos y extremadamente cuidadosos de su honor personal, tanto que preferían la muerte a la deshonra y su reputación como soldados. Se trataba de tropas agresivas, disciplinadas y con una enorme confianza en sí mismos, pero difíciles de manejar en el trato si no se hacía con cuidado. Por ejemplo, los españoles no consentían que se los castigase golpeándolos con las manos o una vara, como en otros ejércitos, ya que lo consideraban indigno, y preferían recibir el castigo con armas como la espada, pese a lo peligroso de ello, por considerarlo más noble. En una ocasión un soldado al que un oficial lo tocó con un palo no dudó en llevarse la mano a la espada, pese a saber que tal acto de rebeldía se castigaba con la muerte (como así sucedió).[cita requerida] Se llegó a discutir si tocar con una vara, como el asta de un arma, resultaba ofensivo, incluso si era por accidente.[cita requerida]
Semejante obsesión por asuntos de honor y por la reputación hacía que los soldados españoles tuviesen fama de pendencieros, y no eran raros los duelos. Y que los oficiales debieran tratarlos con cuidado, aunque resultaba muy provechoso utilizar su propio orgullo para sujetarlos.
Cuando luchaban junto a tercios de otras nacionalidades o aliados, era frecuente que los españoles exigiesen, para defender su reputación, los puestos más importantes, peligrosos o decisivos en el combate, como de hecho se los empleaba.
Una forma de estimular el cuidado de las armas era seleccionar para las primeras líneas de combate, las más peligrosas y por tanto las más distinguidas, a quienes tuviesen el equipo en mejor estado, y el ejército español era el único de la época que tuvo que incluir castigos para aquellos que rompieran la formación por el ansia de combatir o distinguirse frente al enemigo.
Los soldados españoles eran las tropas que más tarde se amotinaban por falta de pagas, llegando a aguantar años sin cobrar y viviendo en condiciones de miseria antes de rebelarse.[cita requerida] En lugar de hacerlo antes de una batalla importante, como era común para presionar por sus pagas, solo lo hacían tras ella, para que no dijeran que no habían cumplido con su deber, sino que eran sus jefes quienes no lo hacían con el suyo al no darles la paga. En caso de amotinamiento, elegían sus jefes y mantenían una disciplina equivalente a la del ejército. Soldados así eran excelentes, pero la disciplina debía ser férrea para controlarlos. Y de hecho podía ser muy dura.
Cuando se conquistó Portugal, Felipe II puso mucho interés en que no se molestase a los civiles. Pero la logística de la época sencillamente no podía sostener un gran ejército sin que estos buscasen alimentos en la zona. A pesar de saberlo, el general colgó a tantos soldados que llegó a escribir al rey para decirle que le preocupaba quedarse sin sogas[cita requerida]. En otra ocasión, cuando un príncipe de Inglaterra (que combatía con los tercios) quiso atacar sin permiso, el conde francés que lo acompañaba le dijo que no sabía hasta dónde llegaba la disciplina de los tercios, pues si atacaba sin permiso, no sabía si su realeza sería bastante para salvarle el cuello[cita requerida].
El cuidado que se ponía en mantener en las unidades un alto número de "viejos soldados" (veteranos) y su formación profesional, junto a la particular personalidad que le imprimieron los hidalgos de la baja nobleza que los nutrieron, fueron la base de que fueran la mejor infantería durante siglo y medio. Además, fueron los primeros en mezclar de forma eficiente las picas y las armas de fuego (arcabuces).

### Los soldados de los tercios y la religión
Aunque, en teoría, había en cada compañía un capellán que velaba por la asistencia religiosa de los soldados, no parece que hasta finales del siglo XVI esta norma se llegase a cumplir, y, en todo caso, parece que la calidad de dichos capellanes era baja. Estos capellanes asistirían a los soldados administrándoles sacramentos tales como la comunión, la confesión o la extrema unción, y asimismo, podrían predicarles e inculcarles la doctrina católica, pero no existen pruebas de que los soldados tuvieran una práctica religiosa más o menos intensa que otros estamentos sociales.  
Aún así, hay evidencias de la religiosidad de muchos soldados, expresada en limosnas otorgadas en testamentos, o en la existencia de cofradías religiosas que abogaban a distintos patrones y vírgenes, como la del Rosario, o la de la Concepción. También se empleaba el nombre del patrón de España, Santiago, como lema guerrero. En muchos casos, los soldados se confesaban antes de la batalla, para no morir en pecado mortal, y se celebraban misas solemnes antes del combate, asistiendo religiosos con emblemas católicos entre los combatientes, que podían asistir también a los heridos y moribundos.
Las ordenanzas de los ejércitos prevenían contra pecados comunes como la blasfemia, e imponían severos castigos contra el robo de instrumentos litúrgicos, o la violencia en lugares sagrados o contra miembros del clero y órdenes religiosas de ambos sexos.

## Vida material

### Vestimenta

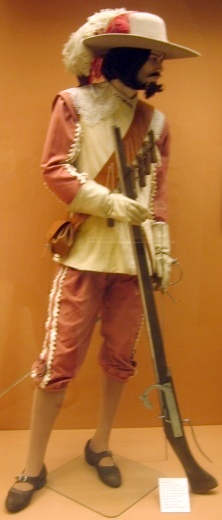
Arcabucero del siglo XVII

Hasta la década de 1660 los soldados de los tercios se vestían con ropas adaptadas a la vida militar, pero que carecían de uniformidad en forma y color. La ropa habitual consistía en unas calzas, una camisa y un jubón, acompañadas de una gorra, bonete o sombrero. Los soldados calzaban habitualmente zapatos, si bien, en zonas mediterráneas en verano era común que usasen alpargatas. En principio, la ropa la adquiría el soldado por su cuenta, pero en ocasiones, era el ejército quien les proporcionaba ropa confeccionada, o tela y paños para hacerla. Tanto la ropa, llamada vestido de munición, como la tela y calzado proporcionado les eran descontados de sus sueldos.  

### Uniformes [1664-1700]
Ya en el reinado de Carlos II se comenzó a usar lo que hoy entenderíamos por un uniforme militar por iniciativa de Juan José de Austria, dando a cada tercio provincial un color característico: colorado para el tercio de Madrid, morado el de Sevilla, azul el de Toledo, amarillo el de Burgos, y verde el de Córdoba, colores que mantenían en 1694. La adopción del uniforme fue lenta y paulatina, y no fue universal. Recibir un uniforme era un aliciente para el reclutamiento, pues suponía el equivalente a tres o cuatro meses de paga. El uniforme, que incluía medias, zapatos, camisa, vestido y corbata, se entregaba en los puertos de embarque, aunque las autoridades entregaban medias y zapatos en los puntos de reclutamiento para que los soldados pudieran hacer su camino. También se les entregaban espadas en tahalíes. Estos uniformes debían renovarse, al menos, cada dos años. Los uniformes ayudaban a la captura de desertores. 

### Mozos y mochileros de los soldados
Los soldados, bien individualmente, bien agrupados, solían disponer de mozos, criados o mochileros, que les ayudaban en sus menesteres diarios, ya fueran labores domésticas, o de tipo militar, como era el transportar armas, limpiarlas y ayudar a los soldados a ponérseles, como era el caso de los coseletes. Los mozos también podían dedicarse a cuidar a los caballos que sus amos tenían. Estos mozos normalmente eran jóvenes y adolescentes, pero también había niños de menor edad. Muchos podían aprender la vida en la milicia para posteriormente entrar a servir en las compañías como soldados.

### Seguidores de los soldados
Un gran número de protegidos y de no combatientes acompañaba al ejército de tercios en su marcha, desde mochileros para transportar los equipajes hasta comerciantes con carros de comestibles y bebida, cantineros, sirvientes, etc. y hasta prostitutas. Estas últimas, aunque bastante numerosas, no podían pernoctar con la tropa porque se debía respetar cierto límite de medidas de control del orden, por lo que debían marcharse del campamento al caer la tarde.

### Caballos
Los soldados de los tercios eran tropas de infantería que combatían a pie. Aún así, la mayor parte de los oficiales y aquellos soldados que podían permitirse su mantenimiento, disponían de monturas de calidad baja tales como rocines, cuartagos y jacas. Estos caballos permitían a los oficiales y soldados que pudieran costearlos, desplazarse en las marchas montados y no a pie.

### Alimentación
Estando de guarnición en presidios o fortalezas, o estando en guerra, al soldado se le podía entregar comida por parte del ejército, pero los soldados, normalmente agrupados en camaradas, compraban la comida en los mercados locales, o a los vivanderos que seguían el ejército y les suministraban la comida. No obstante, sí que se les solía entregar el llamado "pan de munición", pan hecho o comprado por el ejército que se repartía a los soldados descontándoseles de los sueldos. Aunque el pan fuera la base de la alimentación, los soldados podían adquirir productos frescos en los mercados. 
Estando embarcados en armadas de guerra o de transporte en el mediterráneo, los soldados recibían una ración diaria, que podía ser de dos libras de bizcocho al día, junto a una ración que de arroz o legumbres (habas y garbanzos), así como tocino o carne salada, queso, y conservas de pescado como bacalao, atún, sardina o anchoas. Estos alimentos se cocinaban con aceite, sal, vinagre y ajos. Los oficiales recibían varias raciones para poder alimentar a los criados que les servían.

### Asistencia sanitaria
Cada tercio disponía de un médico, un cirujano y un boticario. Todas las compañías contaban con barbero para los primeros auxilios, y los heridos graves se trasladaban al hospital general, donde había enfermeros, médicos y cirujanos. Este hospital corría a cargo de los propios soldados mediante el llamado «real de limosna» (una cantidad que se les descontaba del sueldo), la venta de los efectos personales de los enfermos que fallecían sin hacer testamento o las donaciones que alguien hacía voluntariamente. Había aproximadamente un médico o cirujano por cada 2200 soldados, aunque los heridos podían llegar a ser tantos que desbordaran la capacidad de estos. Lo cierto era que la mayoría de los soldados veteranos estaban cubiertos de cicatrices, y muchos acababan lisiados o mutilados sin ninguna compensación. Las amputaciones iban seguidas de la cauterización, y las curas de las heridas se hacían con maceraciones de vino o aguardiente y algunos ungüentos, pero eso no frenaba a veces la infección o las supuraciones, lo que acababa por degenerar en gangrena u otras enfermedades contagiosas.

## Listado de los Tercios

Bandera del Tercio de la Liga (hacia 1571).

Bandera de una compañía participante en el Sitio de Breda (1625).

Bandera del Tercio de Alburquerque (1643).

Bandera del Tercio Morados Viejos (1670).

Bandera del Tercio Amarillos Viejos (1680).

### Gran Tercios Viejos
- Tercio Ordinario del Estado de Milán (1534), después Gran Tercio Viejo de Lombardía (1560), conocido también como "el Osado".
- Tercio de Nápoles y de Sicilia (1534), después dividido en 
  - Gran Tercio Viejo de Nápoles (1536)
  - Gran Tercio Viejo de Sicilia (1536)
- Gran Tercio Viejo de Cerdeña (1536), llamado también Gran Tercio Viejo de Málaga, disuelto por el Duque de Alba tras la derrota de Heiligerlee (1568).

### Tercios Fijos Provinciales
- Tercio Fijo Provincial de Burgos (1663)
- Tercio Fijo Provincial de Córdoba (1663)
- Tercio Fijo Provincial de Madrid (1663)
- Tercio Fijo Provincial de Toledo (1663)
- Tercio Fijo Provincial de Valladolid (1663)
- Tercio Fijo Provincial de Valencia (1689)

### Otros tercios españoles
- Tercio de Diego de Castilla (1537), después Tercio de Saboya[51]
- Tercio Ordinario de las Milicias de la Costa de Granada (1558), después Tercio Provincial de Granada y Tercio de Constanzo (1700)
- Tercio Provisional de Lombardía (1560), después Tercio Gemelo de Lombardía (no debe ser confundido con el Gran Tercio Viejo de Lombardía), Tercio de Logroño, Tercio de Garcíez, Tercio Viejo de Flandes, Tercio Departamental de Flandes (1590) y Tercio Primero de los Países Bajos (1700)
- Tercio de las Palmas (1573)
- Tercio de don Gabriel Niño de Zúñiga (1579), después Tercio Departemental de Portugal (1580), Tercio de la Fanteria Española de la Ciudad de Lisboa (1593) y Tercio de Lisboa.
- Tercio de don Francisco Arias de Bobadilla (1580), después Tercio de Las Azores, Tercio de don Gaspar de Bonifacio (1651), Tercio Departemental de Holanda (1585), Tercio de Flandes II (1702) y Tercio de Valois (1713)
- Tercio de don Luis de Queralt (1587), o Tercio de los Valones Españoles, o Tercio de los "Papagayos".
- Tercio Departemental del Brabante (1591), o Tercio Viejo de Brabante
- Tercio de Arauco (1603)[52]
- Tercio de Canarias (1626), después Tercio de Castillo (1632), Tercio de Canarias (1680), Tercio de Alverado (1662), Tercio de Canarias (1680) y Tercio de Castillo (1684)
- Tercio de Idiáquez
- Tercio del Conde de Fuenclara (1634)
- Tercio de Voluntarios de Álava (1637), o de Alaveses
- Tercio de Jorge de Castellví (1640), o Tercio de Cerdeña III
- Tercio Viejo de Extremadura (1643)
- Tercio de Saavedra (1641), despuses Tercio del Duque de Alburquerque y Tercio Nuevo de Jaén (1694)
- Tercio de las Milicias de Badajoz y de Llerena (1641), después Tercio Provincial Nuevo de Extrmadura (1694)
- Tercio de Bernardino de Ayala, Conde de Villalba (1642)
- Tercio de don Jerónimo de Benavente y Quiñones (1657), después Tercio de Amarillos Viejos (1668)
- Tercio del Casco de Granada (1657)
- Tercio de don Diego Fernandez de Vera (1661), después Tercio Provincial de Toledo (1664), y Tercio de Azules Viejos (1693)
- Tercio de Cordova (1662), después Tercio de Castilla (1664), Tercio Provincial de Sevilla (1668) y Tercio de Morados Viejos (1691)
- Tercio de don José García Salcedo (1633), dicho "La Escuela de Flandes", después llamado  por sus comandantes como Tercio de Velasco, de Manrique, de Pantoja, de Mancheño y de Villescasas
- Tercio Provincial de Madrid (1664), después Tercio de Colorados Viejos (1694)
- Tercio de Portugal (1665), después Tercio Provincial de Valladolid (1668) y Tercio de los Verdes Viejos (1691)
- Tercio del Consejo de Ciento (1667)
- Tercio de la Ciudad de Barcelona (1674)
- Tercio de Aragón (1678)
- Tercio de Cataluña (1689)
- Tercio Provincial Nuevo de Burgos (1694), después Tercio de la Cerda (1700)
- Tercio Provincial Nuevo de Gibraltar (1694), después Tercio de Colorados Nuevos (1697)
- Tercio Provincial Nuevo de León (1694), después Tercio de Amarillos Nuevos (1700)
- Tercio Provincial Nuevo de Murcia (1694), después Tercio de Azules Nuevos (1699)
- Tercio Provincial Nuevo de Segovia (1694), después Tercio de Los Blancos
- Tercio Provincial Nuevo de Toledo (1694), después Tercio de Morados Nuevos
- Tercio Provincial Nuevo de Valladolid (1694), después Tercio de los Verdes Nuevos (1701)
- Tercio de las Milicias de Málaga (1701)
- Tercio de Asturias (1703)
- Tercio de Guipúzcoa (1703)
- Tercio Permanente de Ceuta (1703)
- Tercio de don Felipe de Araujo (1705)
- Tercio de don José de Espinar (1706)
- Tercio de el Marqués de Caracena
- Tercio de don Joan Copons
- Tercio de Darnius
- Tercio del don Lucas de Espínola, se fusionó con el Tercio de Lisboa en el 1689
- Tercio de Alonso Gaspar Fernández de Córdoba-Figueroa y Alvarado
- Tercio de la Generalidad
- Tercio del Conde de Himares, se fusionó con el Tercio de Lisboa en el 1653.
- Tercio de don Diego de Meneses
- Tercio de Monroy
- Tercio de Mortora
- Tercio de Nueva Leva
- Tercio de Sagunto
- Tercio de Seralvo
- Tercio de don Clemente Soriano
- Tercio de Valencias y de el Conde de Garcies
- Tercio de don Antonio de Velandia (Tercio Gemelo de Sicilia)
- Tercio de Villar
- Tercio de Gaspar Zapena, o Capena

### Tercios de la Armada o Tercios del Mar
- Tercio de Figueroa (1566), después Tercio de la Armada del Mar Océano (1567), Tercio de la Liga Católica (1571), Tercio de la Armada (1580), Tercio de las Terceras (1586), Tercio Viejo de la Armada Real del Mar Océano (1603), Tercio Provincial de Cordoba (1664), Tercio Viejo de la Armada Real del Mar Océano (1667) y Tercio Primero de la Armada (1700)
- Tercio de Galeras de Sicilia (1566)
- Tercio de don Pedro de Padilla (1567), después Tercio Nuevo del Mar de Nápoles (1567), Tercio del Mediteraneo (1632) y Tercio Fijo del Mar de Nápoles (1663)
- Tercio Viejo de la Armada del Mar Océano y de Infanteria Napoletana (1571), heredero de las Compañías Viejas del Mar de Nápoles (1537)
- Tercio Nuevo de la Armada y del Mar Océano (1682)

### Tercios italianos
- Tercio Viejo de Infantería Italiana de Flandes (1682)[53]
- Napolitanos:
  - Tercio Nuevo de Nápoles (1566)
  - Tercio de Torrecuso, o Terracusa (1631)
  - Tercio de Cárdenas (1633)
  - Tercio de Guasco, o Guassio (1634)
  - Tercio de Alfonso de Ávalos y de Aquino, o de San Severino (1634)
  - Tercio de Toraldo, o Toralto, o Torralto (1634)
  - Tercio de Capua
- Lombardos:
  - Tercio de Panigarola, o Paniguerola (1631)
  - Tercio de Lunati, o Lunato, o Lonato (1634)
  - Tercio del Duque de Doria
  - Tercio de Giovanni de Liponti
  - Tercio de Alonso de Strozzi
  - Tercio de Luis de Vixconti

### Tercios irlandeses, escoceses e ingleses
- Tercio Irlandés del Conde de Tyrone (1605) , después llamado Tercio Viejo de Irlandeses
- Tercio Escocés del Conde de Argyll (1620)
- Tercio Inglés de Lord Vaux (1622)
- Tercio Inglés de Parham (1623),  después llamado Tercio de Ingleses o por sus comandantes como Tercio de Tresham, Gage, Norris, Nelson, Touchet (Condé de Castlehaven), Jouavet y Porter.
- Tercio Irlandés del Conde de Tyrconell (1624)
- Tercio Irlandés de O’Donnell (1632)
- Tercio Irlandés de O’Neill (1634)
- Tercio Irlandés de Preston (1634)
- Tercio Inglés de Gage (1638), luego se fusionó con el Tercio de Tresham
- Tercio Irlandés de Fitzgerald (1639)
- Tercio Inglés de Norris (1645), luego se fusionó con el Tercio de Gage
- Tercio Irlandés de O’Sullivan (1646), luego se fusionó con el Tercio de Murphy
- Tercio Inglés de Cobb (1647), luego se fusionó con el Tercio de Norris
- Tercio Irlandés de Murphy (1647)
- Tercio Irlandés de Netterwill (1651), luego se fusionó con el Tercio de Murphy
- Tercio Irlandés de Dillon (1653), luego se fusionó con el Tercio de Murphy
- Tercio Irlandés de Cussack (1656)
- Tercio Irlandés de O’Reilly (1656)
- Tercio Irlandés del Conde de Bristol (1657)

### Tercios alemanes
- Tercio de Ambisi
- Tercio de Giulio Frangipani
- Tercio de Ottavio Guasco
- Tercio de Rittberg

### Tercios borgoñones
- Tercio de Arberg, o Alberg (1633)
- Tercio de la Tour, o Moncley, o Monclé (1633)
- Tercio de Balanzón
- Tercio del Conde de Saint-Amour

### Tercios valones
- Tercio de Beaufort (1617)
- Tercio del Conde de Bucquoy (1617)
- Tercio del Conde de Henin (1617)
- Tercio de Verdugo (1617)
- Tercio de Wyngaarde (1621)
- Tercio del Príncipe de Barbençon (1622)
- Tercio de Filipe de Gand y Mérode, Conde de Isinguien (1622)
- Tercio del Señor de Cocqhove (1625)
- Tercio del Conde de Isenghien (1629)
- Tercio del Barón de Wacken (1630)
- Tercio del Vizconde de Alphen (1631)
- Tercio del Vizconde de Bruselas (1631)
- Tercio de Conde de Fresin (1631)
- Tercio del Barón de Grimbergen (1631)
- Tercio de Frederic Micault (1631)
- Tercio del Conde de Stassin (1631)
- Tercio del Conde de Baucignies (1640)
- Tercio del Conde de Beaumont (1640)
- Tercio del Conde de Fauquemberghe (1640)
- Tercio del Señor de Conteville (1642)
- Tercio del Marqués de Trazegnies (1644)
- Tercio de Gante (1646)
- Tercio de Molin (1646)
- Tercio des País de Alost (1646)
- Tercio del Conde de Roeulx (1646)
- Tercio de Stoppelaar (1646)
- Tercio de la Villa de Amberes (1646)
- Tercio de la Villa de Bruselas (1646)
- Tercio del Conde de Gammerages (1648)
- Tercio del Conde de Noyelles (1648)
- Tercio del Señor de La Granges
- Tercio del Príncipe de Ligne
- Tercio del Conde de Meghen
- Tercio del Barón de Ribeaucourt

### Tercios portugueses
- Terço da Armada da Coroa de Portugal (1618)
- Tercio de Muñiz Barreto (1625)
- Tercio de Valladares
- Tercio Viejo de Portugal

## La Leyenda Negra
La mala fama de los Tercios españoles forma parte inseparable de la Leyenda Negra difundida por la historiografía anglosajona, francesa y holandesa para perjudicar la imagen política de España a partir —sobre todo— de Felipe II. Esos prejuicios se basan en hechos ciertamente lamentables que fueron obra de los rudos y feroces soldados en algunos episodios de desorden y saqueo indiscriminado acompañado de crueles matanzas, aunque era menos de lo que se difundió. Durante el desempeño del cargo de jefe de los Tercios que hizo el tercer Duque de Alba, los odios se exacerbaron, ante todo a raíz de la política de mano dura y represión que impulsó el noble, considerado todavía hoy una auténtica bestia negra por los flamencos y holandeses protestantes. Aunque todos los ejércitos anteriores y posteriores a la época cometieron y cometerían los mismos excesos, la mala fama de los tercios españoles fue aumentada por el odio holandés y protestante a un invasor que veían como una doble amenaza: política (acusando a España de imperialismo) y religiosa (luchando contra el catolicismo que los Austrias querían imponer a toda costa en los territorios donde caló profundamente la Reforma Protestante). Los peores desmanes de los tercios los ocasionaban los continuos atrasos en el envío de la paga. Los sueldos ya de por sí eran bajos, pero con ese salario hay que tener en cuenta que el soldado pagaba la ropa, su manutención, las armas y a veces hasta el alojamiento, aunque excepcionalmente algunos nobles se ofrecieron a costear los gastos de una guerra concreta para ganar méritos y prestigio ante el rey de España.
Si la paga llegaba a tardar más de 30 meses (como ocurrió en algunos momentos), los tercios se amotinaban y eran capaces de lo peor, aunque jamás pusieran en duda su plena fidelidad a España y al rey. Era entonces cuando el saqueo descontrolado pasaba a ser el único sistema para resarcirse de la falta de dinero, y ese saqueo podía proceder tanto de la captura de bagajes enemigos como del pillaje en pueblos y ciudades. El botín estaba prohibido cuando una ciudad pactaba voluntariamente una rendición antes de que los sitiadores instalaran la artillería, pero si esto no se producía, la plaza quedaba entonces a merced del vencedor. Uno de los episodios más negros de los tercios se produjo en el saqueo de Amberes en 1576, que duró más de tres días y llegó hasta extremos inhumanos de barbarie y devastación. El 4 de noviembre de 1576, las calles quedaron sembradas de cadáveres de toda clase y condición, con los dedos y las orejas cortados para llevarse las joyas personales que los soldados tanto ansiaban. Familias enteras fueron torturadas en busca de dinero.
Episodios similares se vivieron en Cataluña y en Portugal, que se rebelaron contra la Corona de los Austrias a causa de la falta de acuerdo en materia de política económica interna y, sobre todo, del mantenimiento costosísimo que representaban los tercios en campaña. El estacionamiento de los tercios en la frontera catalana con Francia y la polémica Unión de Armas que proyectaba hacer el valido de Felipe IV, el Conde Duque de Olivares, reuniendo el dinero y los efectivos humanos de todos los reinos y señoríos hispánicos, acabaron por encender la mecha del polvorín en el que se habían convertido el Principado de Cataluña y el Reino de Portugal, totalmente contrarios a tales medidas porque perjudicaban de forma grave sus expectativas económicas, a la vez que violaban sus privilegiados fueros de origen medieval. Los Tercios eran una olla de presión allá donde se dirigían, y sumándole a esto la falta de tacto del valido y el tozudo autoritarismo real de Felipe IV, más la también terca reticencia y desconfianza de las cortes catalanas y portuguesas, el resultado fue tan caótico que sumió simultáneamente a la península ibérica en dos frentes rebeldes al rey. Los tercios estacionados en Cataluña pesaban como una losa sobre las posibilidades de las clases humildes y populares a causa de sus gastos y excesos. El amotinamiento de los soldados se sumó a la rebelión popular en respuesta de sus atrocidades. Pueblos enteros fueron saqueados e incendiados en el Principado catalán en 1640, dando inicio a la llamada Guerra de los Segadores y a la temporal escisión de Cataluña del Imperio gracias a las calculadas maniobras políticas del cardenal Richelieu, valido de Luis XIII. Tras varias negociaciones y la pérdida resignada de Portugal, independizado con los Braganza como nueva dinastía nacional, el gobierno de Madrid logró encauzar la situación a costa de aceptar todas las condiciones fijadas por la Generalidad catalana y dejar que Francia consolidase sus anexiones al norte de los Pirineos, donde ocupó varias comarcas catalanas.

## Victorias distinguidas

### Antes de la nomenclatura de tercio
- Ceriñola (1503)
- El Garellano (1503)
- Mazalquivir (1505)
- Orán (1509)
- Trípoli (1510)
- La Motta (1513)
- Noáin (1521)
- Bicoca (1522)
- El Sesia (1524)
- Pavía (1525)
- Roma (1527)
- Landriano (1529)
- Viena (1529)

### Después de la nomenclatura
- Túnez (1535)
- Serravalle (1544)
- Mühlberg (1547)
- Marciano (1554)
- San Quintín (1557)
- Gravelinas (1558)
- Malta (1565)
- Dalen (1566)
- Oosterweel (1567)
- Jemmingen (1568)
- Jodoigne (1568)
- Lepanto (1571)
- Mons (1572)
- Goes (1572)
- Haarlem (1573)
- Mook (1574)
- Valkenburg (1574)
- Zierikzee (1576)
- Gembloux (1578)
- Borgerhout (1579)
- Maastricht (1579)
- Noordhorn (1581)
- Isla Terceira (1582)
- Eindhoven (1583)
- Steenbergen (1583)
- Empel (1585)
- Amberes (1585)
- Neuss (1586)
- La Esclusa (1587)
- Rheinberg (1590)
- París (1590)
- Craon (1592)
- Doullens y Groenlo (1595)
- Lippe (1595)
- Calais (1596)
- Ostende (1601)
- Lingen (1605)
- Groenlo (1606)
- La Montaña Blanca (1620)
- Oppenheim (1620)
- Julich (1621)
- Wimpfen (1622)
- Höchst (1622)
- Fleurus (1622)
- Heidelberg (1622)
- Breda (1625)
- Cádiz (1625)
- Génova (1625)
- Salvador de Bahia (1625)
- Nordlingen (1634)
- Lovaina (1635)
- El Somme (1636)
- Venlo (1637)
- Kollum (1638)
- Thionville (1639)
- Honnecourt (1642)
- Tuttlingen (1643)
- Valenciennes (1656)

## Anécdotas de los tercios

### Milagro de Empel

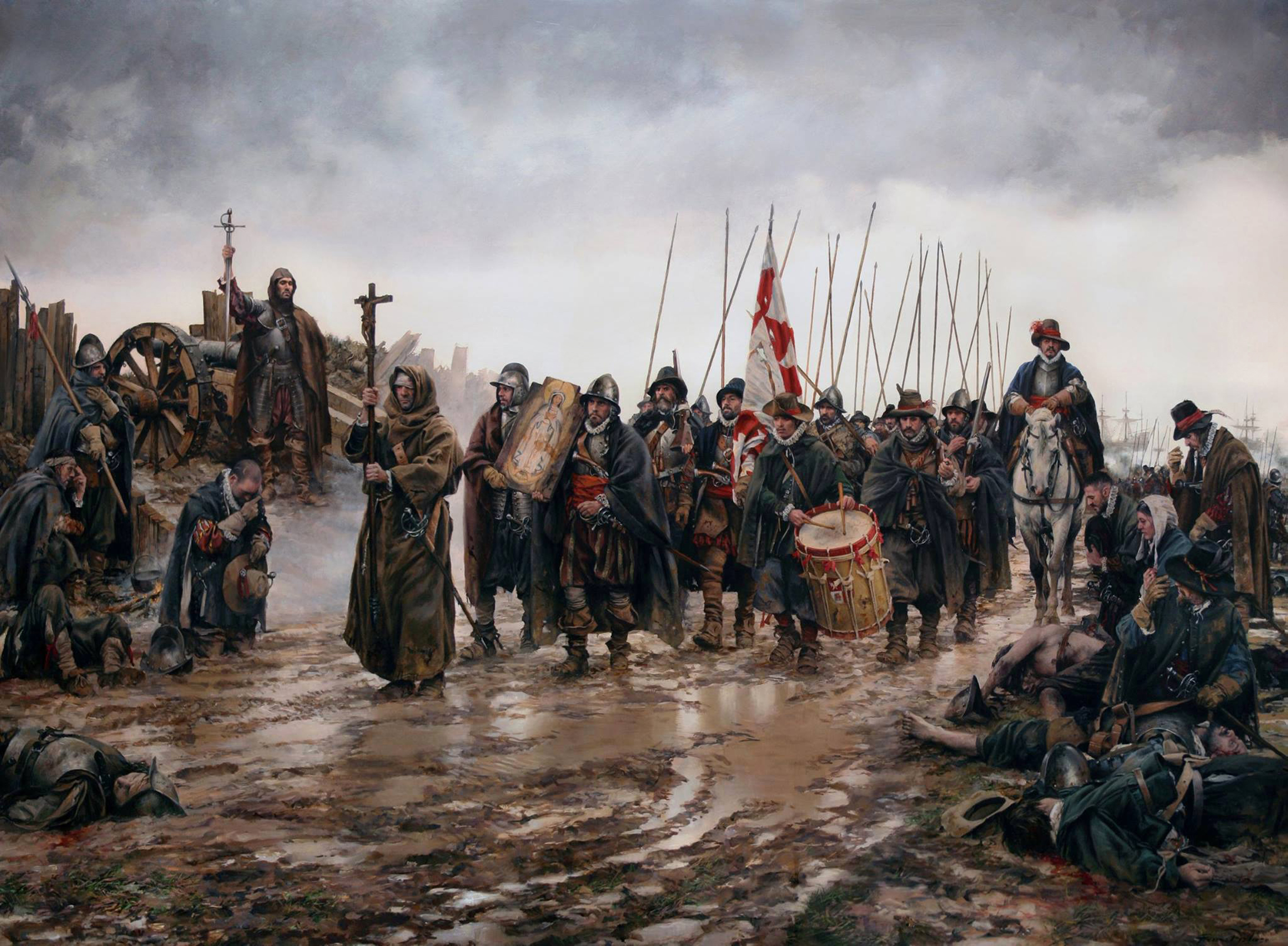
El milagro de Empel, por Augusto Ferrer-Dalmau (2015).

En la actualidad, la patrona de la Infantería Española es la Inmaculada Concepción. Este patronazgo tiene su origen en el llamado Milagro de Empel durante las guerras en Flandes.
El 7 de diciembre de 1585, el Tercio del Maestre de Campo Francisco de Bobadilla combatía en la isla de Bommel, situada entre los ríos Mosa y Waal, bloqueado por completo por la escuadra del Almirante Hollock. El bloqueo se estrechaba cada día más y se agotaron los víveres y las ropas secas.
El jefe enemigo propuso entonces una rendición honrosa pero la respuesta española fue clara: «Los infantes españoles prefieren la muerte a la deshonra. Ya hablaremos de capitulación después de muertos». Ante tal respuesta, Hollock recurrió a un método frecuentemente utilizado en ese conflicto: abrir los diques de los ríos para inundar el campamento enemigo. Pronto no quedó más tierra firme que el montecillo de Empel, donde se refugiaron los soldados del Tercio.
En ese momento crítico, un soldado del tercio que estaba cavando una trinchera tropezó con un objeto de madera allí enterrado. Era una tabla flamenca con la imagen de la Inmaculada Concepción. Anunciado el hallazgo, colocaron la imagen en un improvisado altar y el Maestre Bobadilla, considerando el hecho como señal de la protección divina, instó a sus soldados a luchar encomendándose a la Virgen Inmaculada:
«Este tesoro tan rico que descubrieron debajo de la tierra fue un divino nuncio del bien, que por intercesión de la Virgen Maria, esperaban en su bendito día».
Un viento completamente inusual e intensamente frío se desató aquella noche helando las aguas del río Mosa. Los españoles, marchando sobre el hielo, atacaron por sorpresa a la escuadra enemiga al amanecer del día 8 de diciembre y obtuvieron una victoria tan completa que el almirante Hollock llegó a decir: «Tal parece que Dios es español al obrar, para mí, tan grande milagro».
Aquel mismo día, entre vítores y aclamaciones, la Inmaculada Concepción es proclamada patrona de los Tercios de Flandes e Italia, la flor y nata del ejército español.
Sin embargo, este patronazgo se consolidaría trescientos años después, luego de que la bula Ineffabilis Deus del 8 de diciembre de 1854 proclamase como dogma de fe católica la Concepción Inmaculada de la Virgen Santísima; el 12 de noviembre de 1892 a solicitud del Inspector del Arma de Infantería del Ejército de Tierra de España, por real orden de la Reina Regente doña María Cristina de Habsburgo, se:
«Declara Patrona del Arma de Infantería a Nuestra Señora la Purísima e Inmaculada Concepción».

### Irse a la porra
El sargento mayor de cada Tercio dirigía los compases de sus hombres moviendo un gran garrote, una especie de antecedente de la batuta de orquesta que recibía el explícito nombre de porra. Cuando una columna en marcha hacía un alto prolongado, el sargento mayor hincaba en el suelo el extremo inferior de su porra distintiva para simbolizar la parada. En su inmediación se establecía rápidamente la guardia, encargada de custodiar los símbolos más preciados del Tercio: la bandera y el carro donde se llevaban (cuando había) los caudales. También quedaban bajo su vigilancia los soldados arrestados, que durante ese descanso debían permanecer sentados en torno a la porra que el sargento había clavado al principio. Eso equivalía por tanto a «enviar a alguien a la porra» como sinónimo de arrestarlo. Esta irónica pero curiosa locución tuvo bastante éxito, por lo que pasó a engrosar la riqueza léxica del español originando el actual y despectivo «¡vete a la porra!».

### Me importa un pito
El pífano o el "pito" era el chico que tocaba tal instrumento en el ejército. Su paga era muy baja. Por tanto cuando utilizamos la expresión "me importa un pito" damos a entender que le damos muy poco valor al asunto.

### Expresiones de Flandes
Otras expresiones directamente relacionadas con las guerras de Flandes y los Tercios han marcado profundamente la lengua española. Por ejemplo, en el caso de frases tan comúnmente usadas por los hispanohablantes como «Se armó (o se armará) la de San Quintín» (que alude a la batalla que tuvo lugar el día de San Lorenzo —10 de agosto— de 1557, ganada por las armas españolas de Felipe II contra los franceses, y en la que los Tercios estuvieron dirigidos por Manuel Filiberto, duque de Saboya) o «pasar por los bancos de Flandes» (que significaría superar una dificultad, lo que vendría de su similitud con una zona peligrosa en el mar de Flandes, las casas bancarias flamencas y los muebles fabricados con pino de Flandes).
Recordemos, también, la que expresa «poner una pica en Flandes» (como sinónimo de algo sumamente dificultoso o costoso, refiriéndose a los gastos y esfuerzos que suponía el envío de los Tercios). Cervantes usó (y tal vez legó definitivamente al español) varias expresiones similares en El Quijote: la expresión que utiliza el personaje de Sancho Panza cuando afirma que «pues si yo veo otro diablo y oigo otro cuerno como el pasado, así esperaré yo aquí como en Flandes», lo que equivale a decir «en cualquier parte».
Finalmente, la expresión «en Flandes se ha puesto el sol» proviene del título de una obra teatral firmada por Eduardo Marquina (1879-1946), y viene a simbolizar el ocaso del poderío hispánico en los Países Bajos tras la crisis económica y social que desataron los conflictos bélicos y religiosos durante más de dos siglos.

## Legado

### Fuerzas armadas de España
En la actualidad diversas unidades de las Fuerzas Armadas Españolas conservan el nombre de Tercio. En la Legión encontramos el Tercio «Juan de Austria», el Tercio «Alejandro Farnesio», el Tercio «Gran Capitán» y el Tercio «Duque de Alba».
Por otra parte, en la Armada Española la Infantería de Marina se organiza en tercios. Su unidad expedicionaria principal es el Tercio de Armada (San Fernando, Isla de León, Cádiz), heredero directo de los Tercios Viejos de Armada o Tercios del Mar de Nápoles. Esto la convierte en la infantería de marina mas antigua del mundo. El resto de la Infantería de Marina Española se organiza en otros tres tercios de guarnición denominados Tercio del Sur (San Fernando), Tercio del Norte (Ferrol) y Tercio de Levante (Cartagena). Estos tres tercios forman junto a las Agrupaciones de Canarias y Madrid las Fuerzas de Protección. Las banderas e insignias de los tercios españoles continúan portando la antigua cruz borgoñona o de San Andrés que portaban los Tercios del emperador Carlos.
El actual Regimiento de Infantería 'Soria' n° 9 del Ejército de Tierra Español, con más de 500 años, tiene su origen en 1509 con la fuerza expedicionaria que Fernando el Católico envió al Reino de Nápoles y fue el núcleo de los primeros Tercios Españoles. Hoy día está ubicado en Fuerteventura, Canarias, y su alta preparación y espíritu expedicionario le han llevado a participar en varias misiones internacionales como Bosnia, Afganistán, Malí y actualmente en Líbano.
El Regimiento de Infantería Inmemorial del Rey n.º 1 perteneciente al Ejército español, es la unidad militar permanente más antigua del mundo. Fue creada tras la toma de Sevilla en el año 1248 por el rey Fernando III de Castilla, como "Banda de Castilla". Desde entonces ha permanecido en el orden de batalla del ejército español, habiendo sido modificado su nombre en varias ocasiones, como cuando se convirtió en Tercio y recibió el sobrenombre de «Morados de Castilla». En la actualidad el regimiento da servicio al Cuartel General del Ejército de Tierra, situado en el Palacio de Buenavista en la madrileña plaza de Cibeles. En el Inmemorial del Rey es donde los Príncipes de Asturias, herederos de la Corona Española, sientan plaza como soldados del Ejército Español.

### Asociaciones de divulgación
Desde 2018 existe en España una asociación llamada 31 enero Tercios, dedicada a la divulgación de la historia de los Tercios, y con el objetivo de que se reconozca un "Día de los Tercios" (31 de enero, efeméride de la batalla de Gembloux, en 1578) y la realización de un monumento a los Tercios en Madrid, además de otras actividades como debates o ponencias y diversas iniciativas solidarias.

## Libros sobre los Tercios
- Los tercios, René Quatrefages, 1983, ISBN 84-500-8427-X
- La revolución militar moderna: el crisol español, René Quatrefages, 1996, ISBN 84-7823-473-X
- El ejército de Flandes y el camino español, 1567–1659, Geoffrey Parker, Alianza (Madrid, 2003).
- De Pavía a Rocroi. Los Tercios de infantería española en los siglos XVI y XVII, Julio Albi de la Cuesta, 1999, ISBN 84-930790-0-6
- Tercios de Flandes, Juan Giménez Martín, 1999, ISBN 84-930446-0-1
- Los Tercios en las Campañas del Mediterráneo, s. XVI (Italia), Eduardo de Mesa, Almena (Guerreros y Batallas, nº 4), 2001.
- El mundo hispánico, Elliot, J.H., Crítica (Barcelona, 1995).
- Los Tercios en las campañas del Mediterráneo, s. XVI (Norte de África), Eduardo de Mesa, Almena (Guerreros y Batallas, nº 6), 2002.
- Nördlingen 1634. Victoria decisiva de los Tercios, Eduardo de Mesa, Almena (Guerreros y Batallas, nº 9), 2003.
- La batalla de San Quintín, 1557, Eduardo de Mesa, Almena (Guerreros y Batallas, nº 15), 2004.
- San Quintín, Juan Carlos Losada, Aguilar, (Madrid, 2005).
- Flandes y la monarquía hispánica, 1500–1713, Miguel Ángel Echevarría, Sílex, (Madrid, 2000).
- Guerra y Sociedad en la Monarquía Hispánica. Política, estrategia y cultura en la Europa Moderna (1500–1700), Enrique García Hernán–Davide Maffi, editores. Laberinto, Madrid, 2006. 2 vols.
- De Mesa Gallego, Eduardo (2009). La pacificación de Flandes : Spínola y las campañas de Frisia (1604-1609). Ministerio de Defensa,. ISBN 9788497814928.
- Tercios de España. La infantería legendaria, Fernando Martínez Laínez y José María de Toca, EDAF, 2006. ISBN 84-414-1847-0
- Discurso sobre la forma de reducir la disciplina militar a mejor y antiguo estado, Sancho de Londoño
- Pisando Fuerte, Fernando Martínez Láinez. EDAF, 2012.
- Tercios. Historia Ilustrada de la legendaria Infantería Española, José Javier Esparza Torres, La Esfera de los Libros, 2017. ISBN 84-9164-731-7
- Rocroi, 1643: El Ocaso de Los Tercios, Mario Díaz Gavier, Almena, (Madrid 2006). ISBN 978-84-96170-33-9

## Literatura
- Diálogos de la vida del soldado, Diego Núñez de Alba, (1552).
- El Sitio de Breda, Pedro Calderón de la Barca.
- El Saqueo de Amberes, atribuida a Pedro Calderón de la Barca.
- En Flandes se ha puesto el sol, Eduardo Marquina, 1910.
- El sol de Breda, Arturo Pérez-Reverte, Alfaguara (Madrid, 2002).
- El cautivo, Jesús Sánchez Adalid, Ediciones B (Barcelona, 2004).
- Jaque a la reina, José Calvo Poyato, Grijalbo (Barcelona, 2003).
- Tercios de Flandes, Juan F. Giménez Martín, Falcata Ibérica (Madrid, 1999, 2001, 2004).
- Corsarios de Levante, Arturo Pérez-Reverte, Alfaguara (Madrid, 2006).
- El castellano de Flandes, Enrique Martínez Ruiz, Martínez Roca (2007).
- Hoy no se pondrá el sol, Rafael Rico Cabeza, Akrón (2009).

## Cine
- La kermesse heroica de Jacques Feyder, 1935.
- Cyrano de Bergerac de Michael Gordon, 1950. En el sitio de Arrás se ve cómo atacan los españoles con su bandera con la cruz de San Andrés.
- La otra vida del capitán Contreras de Rafael Gil, 1955. Un capitán Español permanece en estado de hibernación desde 1650 hasta mediados del siglo XX.
- El último valle de James Clavell, 1970. Película sobre la guerra de los treinta años protagonizado por mercenarios alemanes en la que, durante la batalla final, puede verse un cuadro de piqueros.
- La leyenda del Alcalde de Zalamea, dirigida por Mario Camus, se muestra la acción de los tercios en el pueblo de Zalamea cuando se dirigían camino de la conquista de Portugal.
- Cyrano de Bergerac de Jean Paul Reppeneau, 1990. Igual que en la anterior se muestra ligeramente el sitio de Arras.
- Alatriste de Agustín Díaz Yanes, 2006.
- 1612 de Vladimir Jotinenko, 2007. Uno de los protagonistas es un mercenario español llamado Álvaro de Borja, veterano de Flandes interpretado por Ramón Langa.